# Eleições estaduais no Rio Grande do Sul em 2022
As eleições estaduais no Rio Grande do Sul em 2022 foram realizadas em 2 de outubro para eleger um governador, um vice-governador, um senador, 31 representantes para a Câmara dos Deputados e 55 deputados da Assembleia Legislativa, sendo um segundo turno a ser realizado em 30 de outubro. O processo eleitoral de 2022 estava marcado pela sucessão para o cargo ocupado pelo governador, Ranolfo Vieira Júnior, do PSDB, vice-governador eleito em 2018 que assumiu a titularidade do cargo em 31 de março de 2022 com a renúncia de Eduardo Leite. Para a eleição ao Senado Federal, estava em disputa a vaga ocupada por Lasier Martins (PODE), eleito em 2014 pelo PDT.
No primeiro turno da eleição, Onyx Lorenzoni (PL) foi o candidato a governador mais votado, com Eduardo Leite avançando ao segundo turno com uma diferença de apenas 2441 votos em relação a Edegar Pretto (PT), distância muito menor que esperado nas pesquisas, que mostravam Leite no primeiro lugar nas intenções de voto. No entanto, em segundo turno, Eduardo Leite derrotou Onyx Lorenzoni com o apoio do PT, se tornando o primeiro governador gaúcho a ser reeleito desde a introdução de reeleições consecutivas.

## Calendário eleitoral
| Calendário eleitoral          | Calendário eleitoral |
| ----------------------------- | --- |
| 15 de maio                    | Início do financiamento coletivo dos pré-candidatos                                                                             |
| 20 de julho a 5 de agosto     | Convenções partidárias para a escolha dos candidatos e das coligações                                                           |
| 16 de agosto a 30 de setembro | Período de exibição da propaganda eleitoral gratuita no rádio, na televisão e na internet relativa ao primeiro turno.           |
| 2 de outubro                  | Primeiro turno das eleições |
| 7 a 28 de outubro             | Período de exibição da propaganda eleitoral gratuita no rádio, na televisão e na internet relativa a um eventual segundo turno. |
| 30 de outubro                 | Eventual segundo turno das eleições                                                                                             |
| até 19 de dezembro            | Diplomação dos eleitos pela Justiça Eleitoral                                                                                   |

## Contexto
A disputa ao governo do Rio Grande do Sul em 2022 possuía algumas incógnitas em relação aos candidatos à governança, mas em 13 de junho de 2022, o ex-governador Eduardo Leite (PSDB) anunciou sua pré-candidatura ao Palácio Piratini. Ele havia renunciado ao cargo em março, perto do fim de seu mandato, inclinado a disputar a presidência da República. Leite havia prometido não disputar a reeleição a governador, o que foi, posteriormente desmentido com a sua pré-candidatura. O estado, também, tem uma característica de não reeleger governantes desde que foi instituída essa possibilidade, em 1998.
No campo da esquerda política, foi definido que o deputado estadual Edegar Pretto seria o candidato a governador do Partido dos Trabalhadores (PT), partido que governou o estado em outras duas ocasiões. Pretto buscou formar coligação com outras legendas esquerdistas, porém obteve apoio apenas do Partido Socialismo e Liberdade (PSOL) com o Partido Democrático Trabalhista (PDT) e Partido Socialista Brasileiro (PSB) tendo candidaturas próprias, o ex-deputado federal Vieira da Cunha e o ex-vice-governador Vicente Bogo respectivamente.
O governador e o vice-governador eleitos nesta eleição exercerão um mandato alguns dias mais longo. Isso ocorre devido a Emenda Constitucional n° 111, que alterou a Constituição e estipulou que o mandato dos governadores dos Estados e do Distrito Federal deverá ser iniciado em 6 de janeiro após a eleição. Entretanto, os candidatos eleitos nesta eleição assumem dia 1º de janeiro de 2023 e entregam o cargo no dia 6 de janeiro de 2027.

## Candidatos à governança
Os seguintes políticos anunciaram a sua candidatura. Os partidos políticos tiveram até 15 de agosto de 2022 para registrar formalmente os seus candidatos.

### Candidaturas registradas
As convenções partidárias iniciaram-se no dia 20 de julho, se estendendo até 5 de agosto. Os seguintes partidos políticos já confirmaram suas candidaturas. Os partidos políticos tiveram até 15 de agosto de 2022 para registrar formalmente os seus candidatos.
Nota: a tabela a seguir está organizada por ordem alfabética de candidatos.
| Governador(a)      | Governador(a) | Governador(a) | Cargo político anterior                                   | Vice-Governador(a)      | Vice-Governador(a) | Vice-Governador(a) | Coligação/ Federação                                                      | Número eleitoral | Tempo de horário eleitoral |
| Candidato          | Partido       | Partido       | Cargo político anterior                                   | Candidato               | Partido            | Partido            | Coligação/ Federação                                                      | Número eleitoral | Tempo de horário eleitoral |
| Roberto Argenta    |               | PSC           | Deputado federal pelo Rio Grande do Sul (1999–2003)       | Nivea Rosa              |                    | Solidariedade      | Frente Humanista Cristã PSC, Solidariedade, Agir                          | 20               | 30s                        |
| Carlos Messala     |               | PCB           | Sem cargo político anterior                               | Edson Canabarro         |                    | PCB                | Sem coligação                                                             | 21               | Sem tempo de rádio e TV    |
| Edegar Pretto      |               | PT            | Deputado estadual do Rio Grande do Sul (2011–atualmente)  | Pedro Ruas              |                    | PSOL               | Frente da Esperança FE Brasil (PT, PCdoB, PV), Fed. PSOL REDE             | 13               | 1min31s                    |
| Eduardo Leite      |               | PSDB          | Governador do Rio Grande do Sul (2019–2022)               | Gabriel Souza           |                    | MDB                | Um Só Rio Grande Fed. PSDB Cidadania, MDB, UNIÃO, PSD, PODE               | 45               | 3min45s                    |
| Luis Carlos Heinze |               | PP            | Senador pelo Rio Grande do Sul (2019–atualmente)          | Tanise Sabino           |                    | PTB                | Trabalho e Progresso PP, PTB, PRTB                                        | 11               | 58s                        |
| Onyx Lorenzoni     |               | PL            | Deputado federal pelo Rio Grande do Sul (2003–atualmente) | Cláudia Jardim          |                    | PL                 | Para Defender e Transformar o Rio Grande PL, Republicanos, PROS, Patriota | 22               | 1min32s                    |
| Rejane Oliveira    |               | PSTU          | Sem cargo político anterior                               | Vera Rosane de Oliveira |                    | PSTU               | Sem coligação                                                             | 16               | Sem tempo de rádio e TV    |
| Ricardo Jobim      |               | NOVO          | Sem cargo político anterior                               | Rafael Dresch           |                    | NOVO               | Sem coligação                                                             | 30               | 16s                        |
| Vicente Bogo       |               | PSB           | Vice-Governador do Rio Grande do Sul (1995–1999)          | Josiane Paz             |                    | PSB                | Sem coligação                                                             | 40               | 41s                        |
| Vieira da Cunha    |               | PDT           | Deputado federal pelo Rio Grande do Sul (2007–2014)       | Regina Costa dos Santos |                    | PDT                | PDT Avante PDT, Avante                                                    | 12               | 45s                        |

### Indeferido
| Governador(a) | Governador(a) | Governador(a) | Cargo político anterior     | Vice-Governador(a) | Vice-Governador(a) | Vice-Governador(a) | Coligação/ Federação | Número eleitoral | Tempo de horário eleitoral |
| Candidato     | Partido       | Partido       | Cargo político anterior     | Candidato          | Partido            | Partido            | Coligação/ Federação | Número eleitoral | Tempo de horário eleitoral |
| Cesar Augusto |               | PCO           | Sem cargo político anterior | Mário Zettermann   |                    | PCO                | Sem coligação        | 29               | Sem tempo de rádio e TV    |

### Desistências
- Ranolfo Vieira Júnior (PSDB) - Vice-Governador do Rio Grande do Sul entre 2019 e 2022 e Governador do Rio Grande do Sul desde março de 2022. Com o retorno de Eduardo Leite (PSDB) na disputa pelo governo do Estado do Rio Grande do Sul, Ranolfo acabou desistindo da candidatura ao governo do Estado em acordo com o ex-governador.[7][36]
- Alceu Moreira (MDB) - Deputado federal pelo Rio Grande do Sul desde 2011 e presidente estadual do Movimento Democrático Brasileiro (MDB) no Rio Grande do Sul. Ele anunciou em 23 de março de 2022 a desistência de sua candidatura. Em uma carta aberta, Moreira faz críticas indiretas, mas claras, ao colega de partido Gabriel Souza (MDB) e ao ex-governador Eduardo Leite (PSDB). A irritação do deputado vem de uma suposta interferência do governador, que teria influenciado na decisão de Souza de concorrer às prévias internas do MDB.[37]
- Romildo Bolzan Júnior (PDT) - Prefeito de Osório por dois períodos; entre 1993 a 1997 e 2005 a 2013. Presidente do Grêmio Foot-Ball Porto Alegrense desde 2015. O presidente do Grêmio confirmou em 12 de maio de 2022 que permanecerá no comando do clube até o fim do ano, quando termina o seu mandato. Com isso, desistiu oficialmente de ser candidato ao governo do Estado. Ele afirma que irá cumprir a missão que tem com o time gaúcho e que não poderia aceitar o convite do Partido Democrático Trabalhista (PDT).[38]
- Beto Albuquerque (PSB) - Deputado estadual do Rio Grande do Sul (1991–1999) e Deputado federal pelo Rio Grande do Sul (1999–2015). O ex-deputado anunciou na tarde de 28 de julho de 2022, durante reunião da executiva nacional do PSB em Brasília, que não seria mais candidato a governador do Rio Grande do Sul. Albuquerque afirmou, porém, que não vai apoiar o postulante do PT no estado.[39]
- Pedro Ruas (PSOL) - Deputado estadual do Rio Grande do Sul (2015–2019) e vereador de Porto Alegre (1993–2015, 2021 – atualidade). Anunciou a desistência em 29 de julho para se lançar candidato vice-governador na chapa de Edegar Pretto (PT).[40]

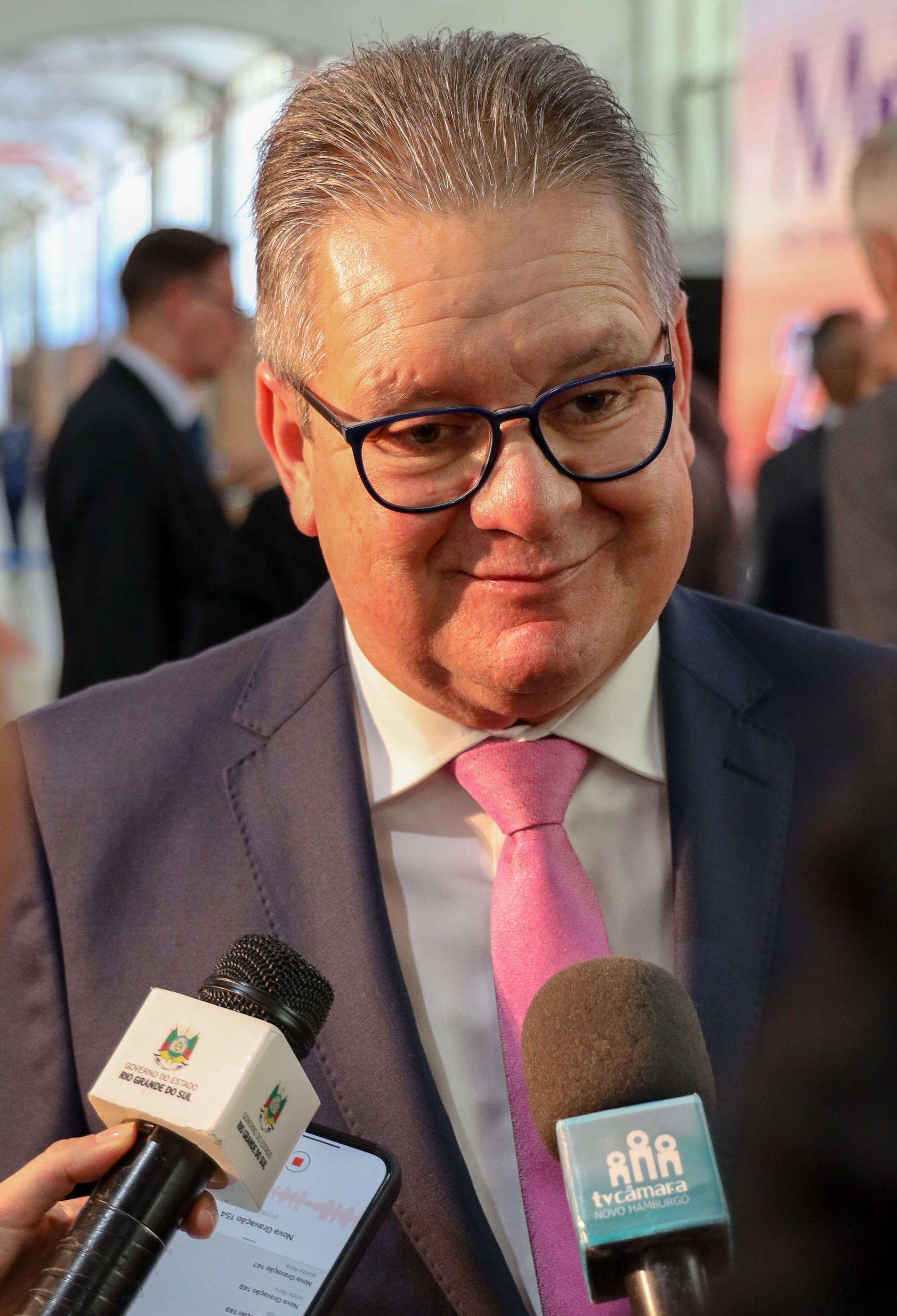
Governador do Rio Grande do Sul Ranolfo Vieira Júnior (PSDB) (2022 – atualidade)
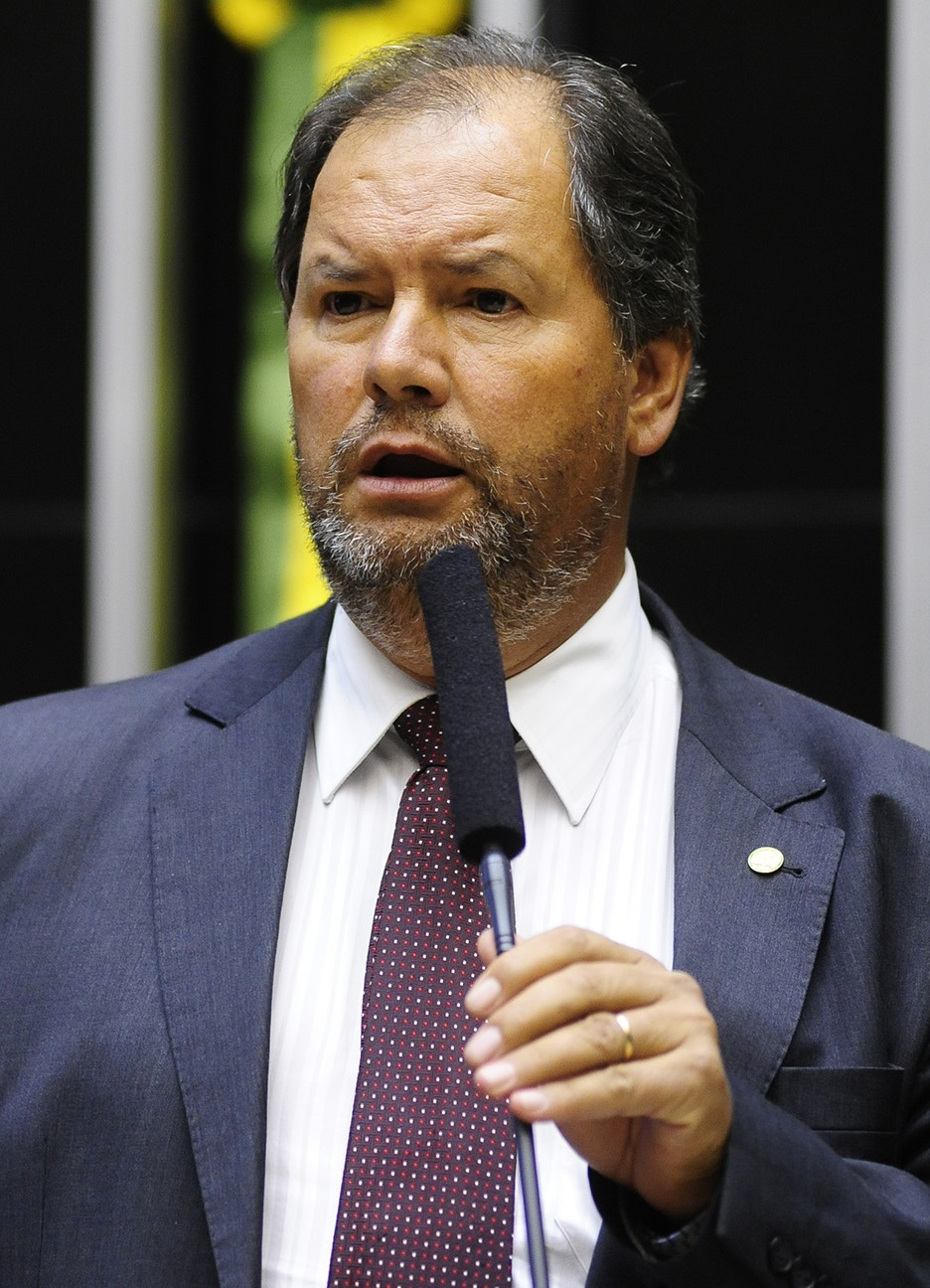
Deputado federal pelo Rio Grande do Sul Alceu Moreira (MDB) (2011 – atualidade)
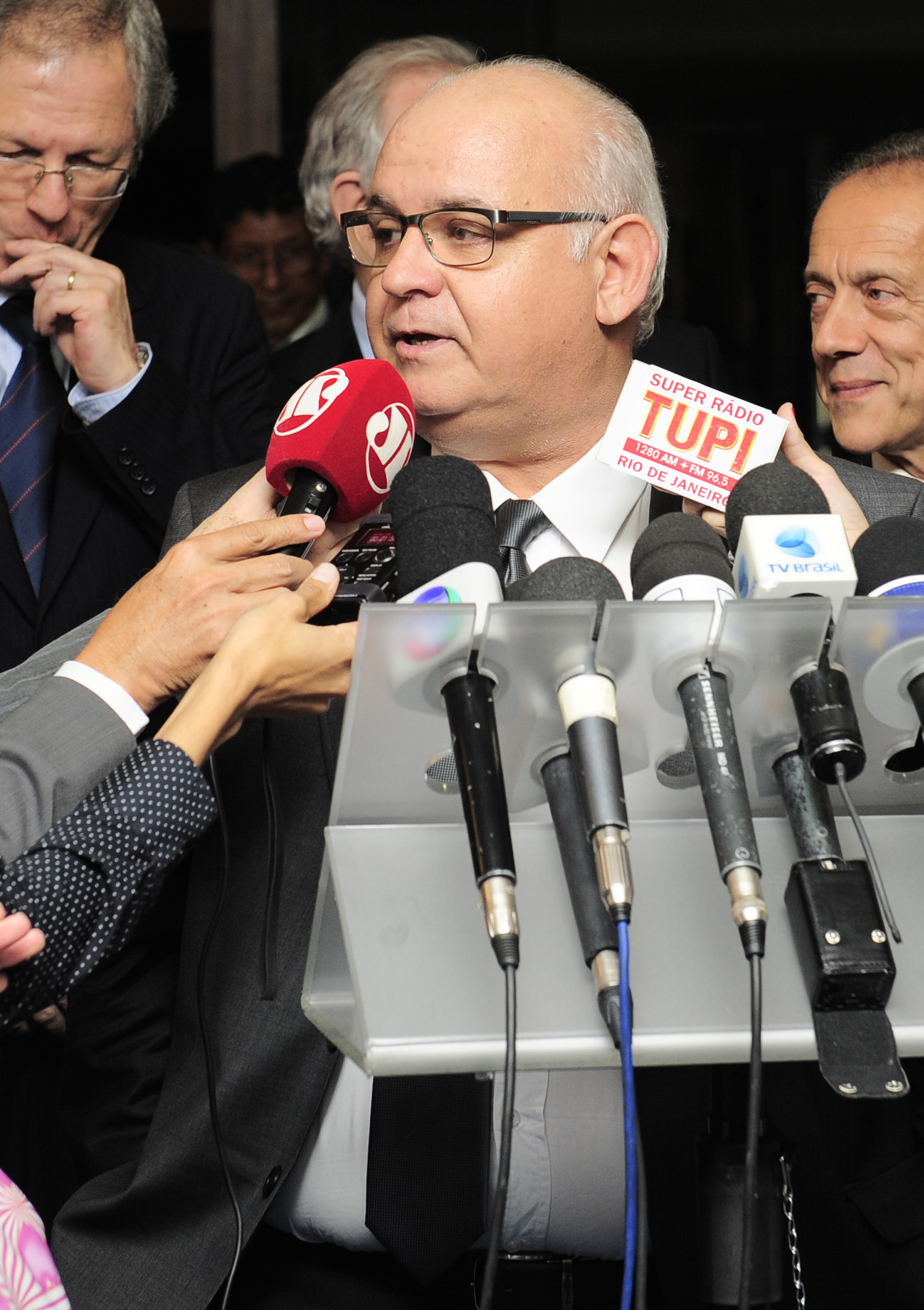
Prefeito de Osório Romildo Bolzan Júnior (PDT) (2005–2013)
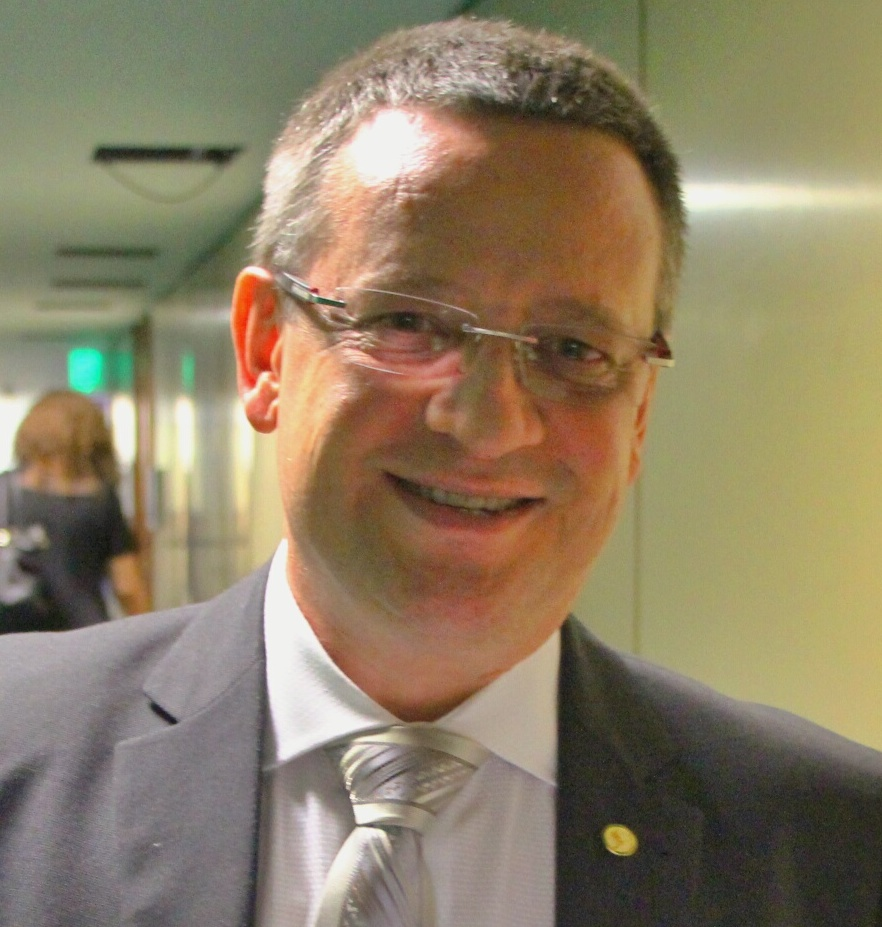
Deputado federal pelo Rio Grande do Sul Beto Albuquerque (PSB) (1999–2015)
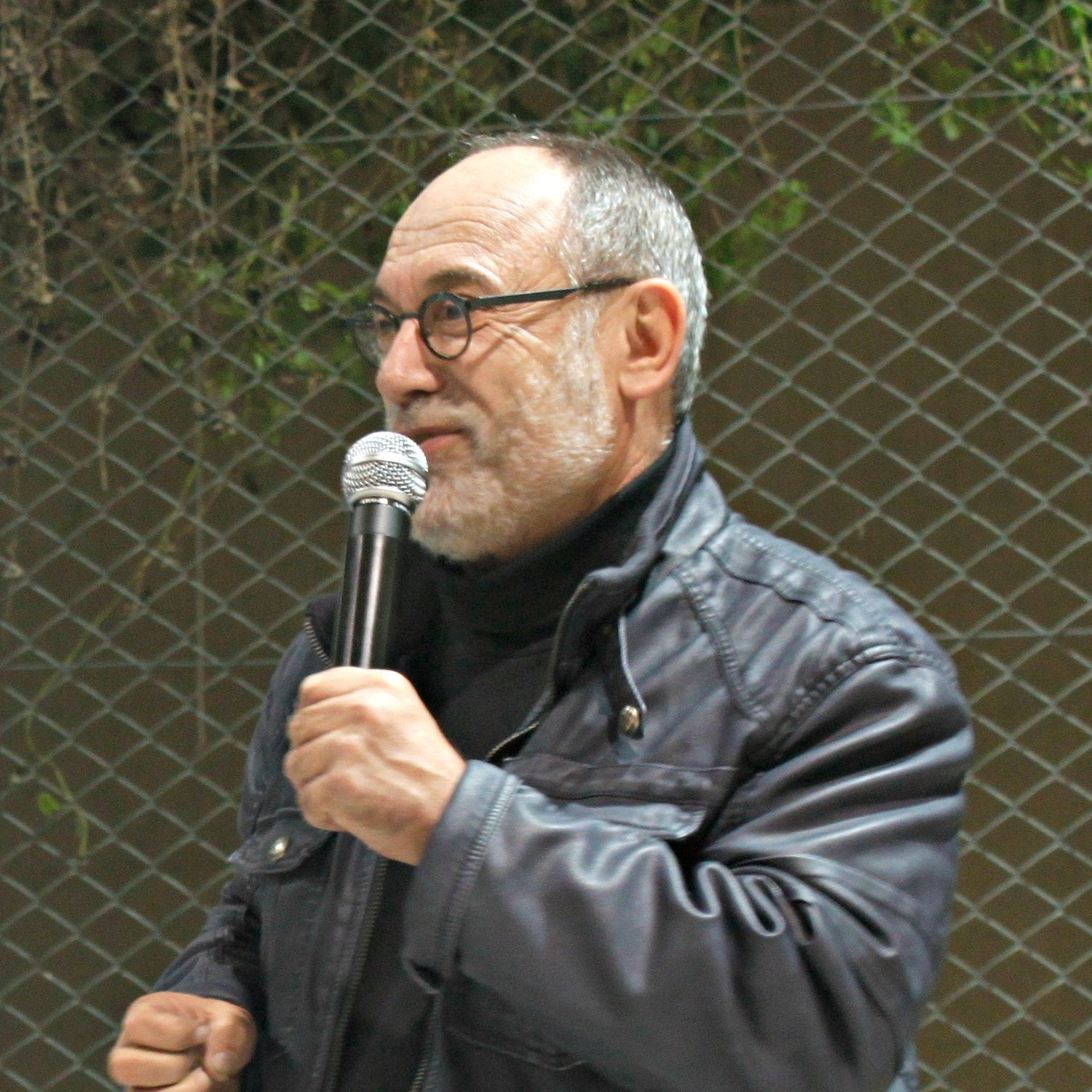
Vereador de Porto Alegre Pedro Ruas (PSOL) (2021 – atualidade)

## Candidatos ao Senado Federal
Os seguintes políticos já anunciaram a sua candidatura ou possivelmente candidatar-se-ão. Os partidos políticos têm até 15 de agosto de 2022 para registrar formalmente os seus candidatos.

### Candidaturas registradas
As convenções partidárias iniciaram-se no dia 20 de julho, se estendendo até 5 de agosto. Os seguintes partidos políticos já confirmaram suas candidaturas. Os partidos políticos tiveram até 15 de agosto de 2022 para registrar formalmente os seus candidatos.
Nota: a tabela a seguir está organizada por ordem alfabética de candidatos.
| Senador           | Senador                                 | Senador      | Cargo político anterior                     | Suplentes                       | Suplentes     | Suplentes    | Coligação/ Federação                                                      | Número eleitoral | Tempo de horário eleitoral |
| Candidato         | Partido                                 | Partido      | Cargo político anterior                     | Candidato                       | Partido       | Partido      | Coligação/ Federação                                                      | Número eleitoral | Tempo de horário eleitoral |
| ----------------- | --------------------------------------- | ------------ | ------------------------------------------- | ------------------------------- | ------------- | ------------ | ------------------------------------------------------------------------- | ---------------- | -------------------------- |
| Ana Amélia Lemos  |                                         | PSD          | Senadora pelo Rio Grande do Sul (2011–2019) | 1° suplente: Paulo Telles       |               | UNIÃO        | Um Só Rio Grande Fed. PSDB Cidadania, MDB, UNIÃO, PSD, PODE               | 555              | 1min54s                    |
| Ana Amélia Lemos  | 2° suplente: Ana Oliveira               | PSD          | Senadora pelo Rio Grande do Sul (2011–2019) |                                 | MDB           |              | Um Só Rio Grande Fed. PSDB Cidadania, MDB, UNIÃO, PSD, PODE               | 555              | 1min54s                    |
| Fabiana Sanguiné  |                                         | PSTU         | Sem cargo político anterior                 | 1° suplente: João Augusto       |               | PSTU         | Sem coligação                                                             | 160              | Sem tempo de rádio e TV    |
| Fabiana Sanguiné  | 2° suplente: Regis Ethur                | PSTU         | Sem cargo político anterior                 |                                 |               | PSTU         | Sem coligação                                                             | 160              | Sem tempo de rádio e TV    |
| Hamilton Mourão   |                                         | Republicanos | Vice-presidente do Brasil (2019–2023)       | 1° suplente: Liziane Bayer      |               | Republicanos | Para Defender e Transformar o Rio Grande PL, Republicanos, PROS, Patriota | 100              | 47s                        |
| Hamilton Mourão   | 2° suplente: Coronel Andreuzza          | Republicanos | Vice-presidente do Brasil (2019–2023)       |                                 |               | Republicanos | Para Defender e Transformar o Rio Grande PL, Republicanos, PROS, Patriota | 100              | 47s                        |
| Maristela Zanotto |                                         | PSC          | Sem cargo político anterior                 | 1ª suplente: Eliane Dalacosta   |               | PSC          | Frente Humanista Cristã PSC, Solidariedade, Agir                          | 200              | 15s                        |
| Maristela Zanotto | 2ª suplente: Rozeli Gari do Renascer    | PSC          | Sem cargo político anterior                 |                                 | Solidariedade |              | Frente Humanista Cristã PSC, Solidariedade, Agir                          | 200              | 15s                        |
| Olívio Dutra      |                                         | PT           | Governador do Rio Grande do Sul (1999–2003) | 1° suplente: Roberto Robaina    |               | PSOL         | Frente da Esperança FE Brasil (PT, PCdoB, PV), Fed. PSOL REDE             | 131              | 48s                        |
| Olívio Dutra      | 2° suplente: Fátima Beatriz             | PT           | Governador do Rio Grande do Sul (1999–2003) |                                 | PT            |              | Frente da Esperança FE Brasil (PT, PCdoB, PV), Fed. PSOL REDE             | 131              | 48s                        |
| Paulo Rosa        |                                         | DC           | Sem cargo político anterior                 | 1° suplente: Carlos Cardoso     |               | DC           | Sem coligação                                                             | 270              | Sem tempo de rádio e TV    |
| Paulo Rosa        | 2° suplente: Carlos Renato Souza Severo | DC           | Sem cargo político anterior                 |                                 |               | DC           | Sem coligação                                                             | 270              | Sem tempo de rádio e TV    |
| Professor Nado    |                                         | Avante       | Sem cargo político anterior                 | 1° suplente: Vellinho Pinto     |               | PDT          | PDT Avante PDT, Avante                                                    | 700              | 23s                        |
| Professor Nado    | 2ª suplente: Dileusa Alves              | Avante       | Sem cargo político anterior                 |                                 | Avante        |              | PDT Avante PDT, Avante                                                    | 700              | 23s                        |
| Sanny Figueiredo  |                                         | PSB          | Sem cargo político anterior                 | 1° suplente: Renato de Oliveira |               | PSB          | Sem coligação                                                             | 400              | 21s                        |
| Sanny Figueiredo  | 2° suplente: Fabiane Peglow             | PSB          | Sem cargo político anterior                 |                                 |               | PSB          | Sem coligação                                                             | 400              | 21s                        |

### Indeferido
| Senador             | Senador                    | Senador | Cargo político anterior     | Suplentes                 | Suplentes | Suplentes | Coligação/ Federação | Número eleitoral | Tempo de horário eleitoral |
| Candidato           | Partido                    | Partido | Cargo político anterior     | Candidato                 | Partido   | Partido   | Coligação/ Federação | Número eleitoral | Tempo de horário eleitoral |
| ------------------- | -------------------------- | ------- | --------------------------- | ------------------------- | --------- | --------- | -------------------- | ---------------- | -------------------------- |
| Francisco Settineri |                            | PCO     | Sem cargo político anterior | 1º suplente: Ulisses Lima |           | PCO       | Sem coligação        | 290              | Sem tempo de rádio e TV    |
| Francisco Settineri | 2º suplente: Luciano Nunes | PCO     | Sem cargo político anterior |                           |           | PCO       | Sem coligação        | 290              | Sem tempo de rádio e TV    |

### Desistências
- Manuela d'Ávila (PCdoB) - Deputada estadual do Rio Grande do Sul (2015–2019); Deputada federal pelo Rio Grande do Sul (2007–2015); Vereadora de Porto Alegre (2005–2006) e candidata à Vice-presidência do Brasil pela chapa de Fernando Haddad (PT) na eleição presidencial brasileira de 2018. Ao comunicar a desistência ao Partido dos Trabalhadores, ela afirmou ser vítima de violência política e disse temer pela segurança de sua família, que, segundo ela, tem sido alvo de ameaças e perseguição por parte de bolsonaristas.[52]
- Nelson Marchezan Júnior (PSDB) - Prefeito de Porto Alegre (2017–2021); Deputado federal pelo Rio Grande do Sul (2011–2017) e Deputado estadual do Rio Grande do Sul (2007–2011). O ex-prefeito da capital gaúcha diz que não pretende concorrer porque ficou decepcionado e que se sente disposto a abandonar a vida pública por entender que adversários e ex-aliados "jogaram sujo" na disputa à prefeitura de Porto Alegre em 2020.[53]
- José Ivo Sartori (MDB) - Governador do Rio Grande do Sul (2015–2019); Prefeito de Caxias do Sul (2005–2013); Deputado federal pelo Rio Grande do Sul (2003–2005) e Deputado estadual do Rio Grande do Sul (1983–2003). Encerrado o prazo previsto no edital do MDB para que os pretendentes a uma vaga de candidato a governador ou senador se inscrevessem para se candidatar, apenas o deputado estadual Gabriel Souza se apresentou para disputar o cargo de governador. Isso significa que o ex-governador José Ivo Sartori descartou a possibilidade de ser candidato ao Senado.[54]
- Roberto Robaina (PSOL) - Vereador de Porto Alegre (2017–atualidade). Robaina foi indicado para a primeira suplência na candidatura de Olívio Dutra, que anunciou a intenção de concorrer ao Senado liderando um mandato coletivo. Caso eleito, Dutra e os suplentes dividirão o mandato.[55]
- Lasier Martins (PODE) - Senador por Rio Grande do Sul (2015–2023). Inicialmente pretendia disputar a reeleição para o Senado, porém, com o partido dele integrando a coligação de Eduardo Leite (PSDB), o senador anunciou sua candidatura à Câmara dos Deputados.[56]
- Airto Ferronato (PSB) - Vereador de Porto Alegre (2009–2024). Renunciou à candidatura devido à Executiva Nacional de seu partido priorizar a disputa por vagas na Câmara dos Deputados.[57]
- Comandante Nádia (PP) - Vereadora de Porto Alegre (2016–atualidade). Renunciou à candidatura para apoiar Hamilton Mourão (Republicanos).

- Deputada estadual
do Rio Grande do Sul
Manuela d'Ávila
(PCdoB)
(2015–2019)
- Prefeito
 de Porto Alegre
Nelson Marchezan Júnior
 (PSDB)
(2017–2021)
- Governador
 do Rio Grande do Sul
José Ivo Sartori
 (MDB)
(2015–2019)

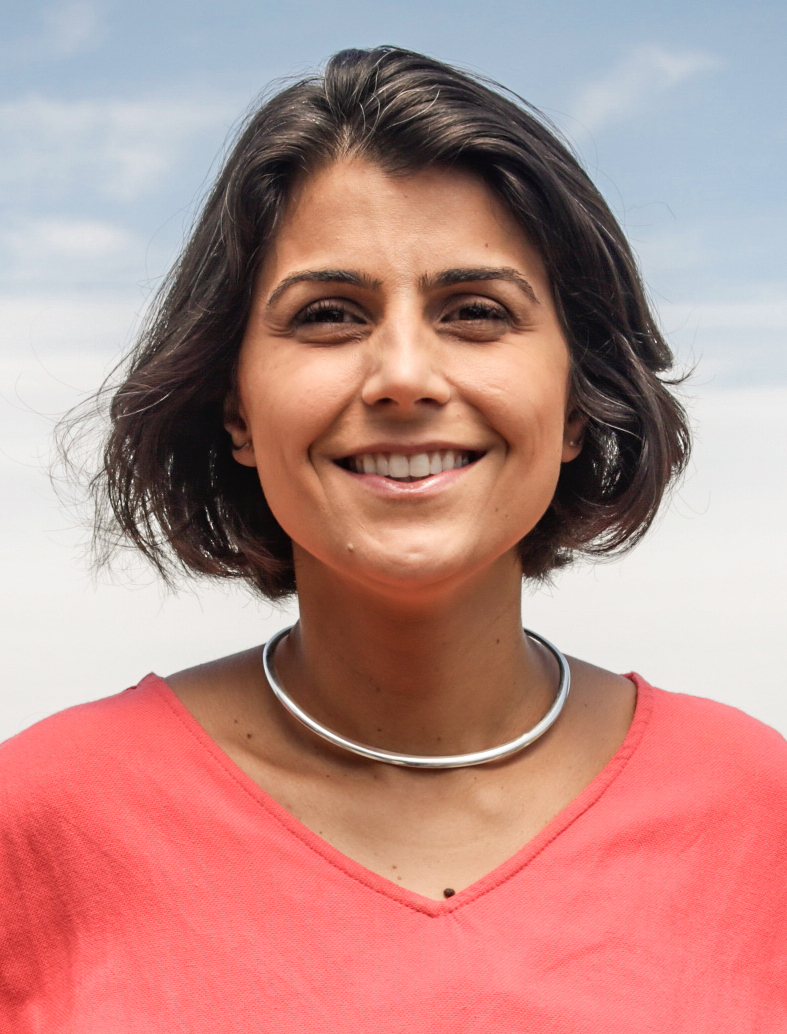
Deputada estadual do Rio Grande do Sul Manuela d'Ávila (PCdoB) (2015–2019)
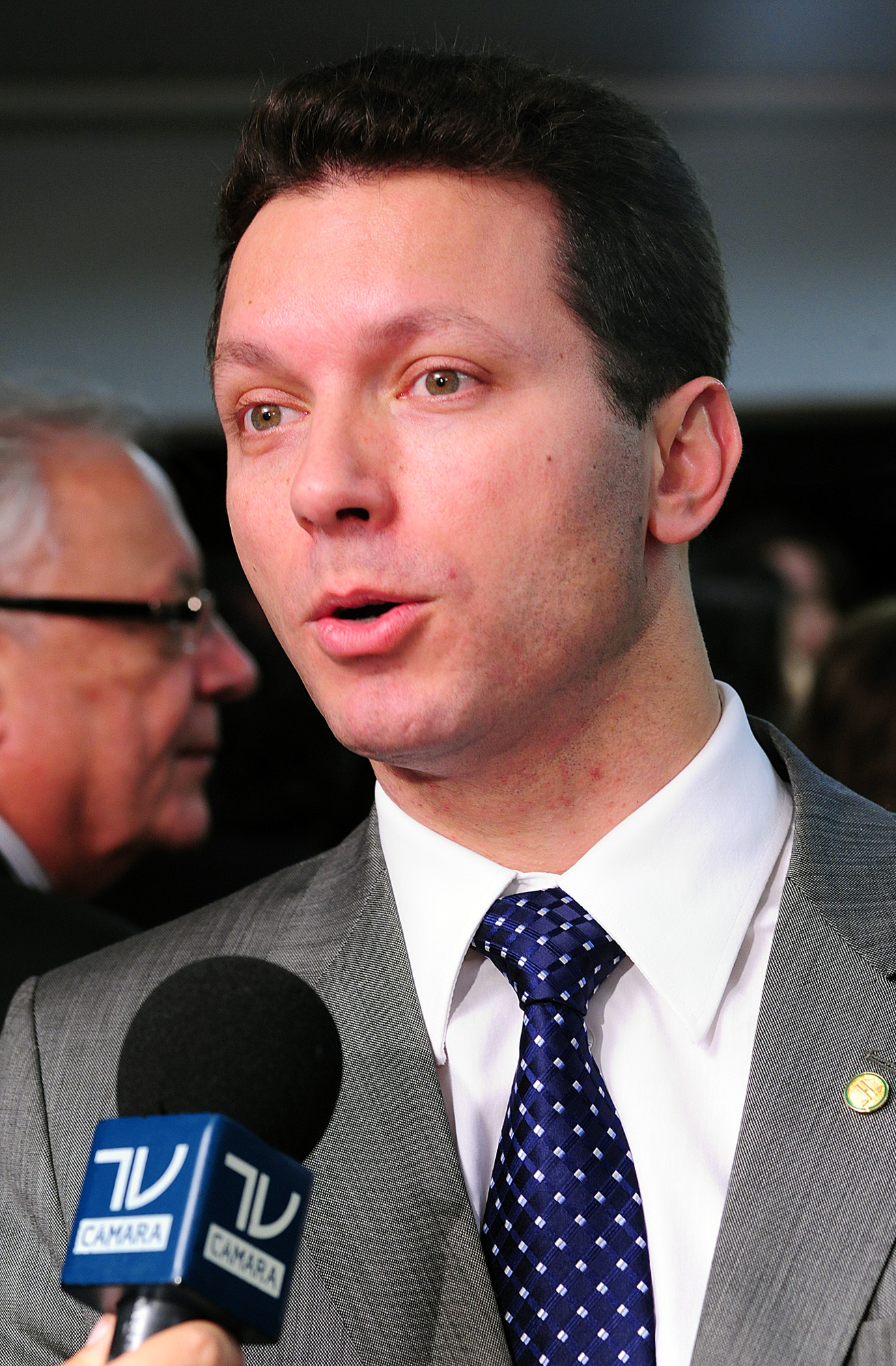
Prefeito de Porto Alegre Nelson Marchezan Júnior (PSDB) (2017–2021)
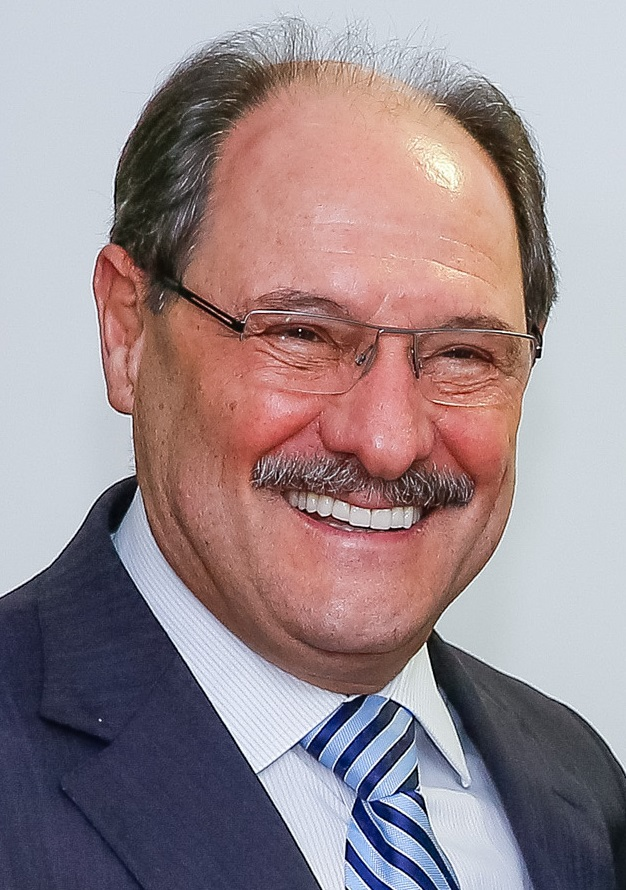
Governador do Rio Grande do Sul José Ivo Sartori (MDB) (2015–2019)
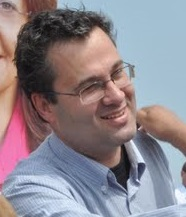
Vereador de Porto Alegre Roberto Robaina (PSOL) (2017 – atualidade)
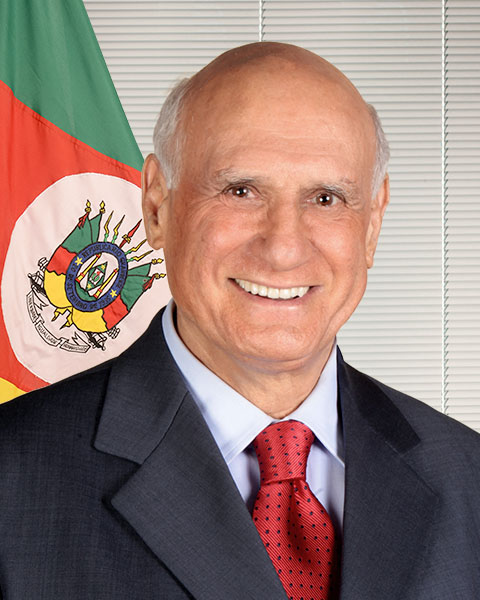
Senador por Rio Grande do Sul Lasier Martins (PODE) (2015–2023)

- Senador
por Rio Grande do Sul
Lasier Martins
 (PODE)
(2015–2023)

## Debates

### Para governador

#### Primeiro turno
| Data         | Organizadores                             | Mediador           | Leite (PSDB) | Lorenzoni (PL) | Pretto (PT) | Heinze (PP) | Argenta (PSC) | Vieira (PDT) | Jobim (NOVO) | Bogo (PSB) |
| ------------ | ----------------------------------------- | ------------------ | ------------ | -------------- | ----------- | ----------- | ------------- | ------------ | ------------ | ---------- |
| 07/08, 21h   | Band RS, BandNews FM e Rádio Bandeirantes | Ozíris Martins     | Presente     | Presente       | Presente    | Presente    | Presente      | Presente     | Presente     | Presente   |
| 09/09, 22h   | TV Pampa                                  | Paulo Sérgio Pinto | Ausente      | Ausente        | Presente    | Presente    | Presente      | Presente     | Presente     | Presente   |
| 17/09, 18h30 | SBT RS                                    |                    | Presente     | Presente       | Presente    | Presente    | Presente      | Presente     | Presente     | Presente   |
| 27/09, 22h30 | RBS TV e G1                               | Elói Zorzetto      | Presente     | Presente       | Presente    | Presente    | Presente      | Presente     | Presente     | Presente   |

#### Segundo turno
| Data         | Organizadores                             | Mediador            | Leite (PSDB) | Lorenzoni (PL) |
| ------------ | ----------------------------------------- | ------------------- | ------------ | -------------- |
| 10/10, 22h   | Band RS, BandNews FM e Rádio Bandeirantes | Ozíris Martins      | Presente     | Presente       |
| 25/10, 13h10 | AMRIGS, Rádio Guaíba e Correio do Povo    | Guilherme Baumhardt | Presente     | Presente       |
| 27/10, 22h   | RBS TV e G1                               | Elói Zorzetto       | Presente     | Presente       |

## Pesquisas de opinião

### Primeiro turno
O primeiro turno aconteceu em 2 de outubro de 2022.
2022
| Institutos de opinião      | Datas de realização                                                                          | Entrevistados                                                                                | Leite PSDB                                                                                   | Lorenzoni PL                                                                                 | Pretto PT                                                                                    | Heinze PP                                                                                    | Argenta PSC                                                                                  | Vieira PDT                                                                                   | Jobim NOVO                                                                                   | Rejane PSTU                                                                                  | Outros                                                                                       | Abstenções/ Indecisos                                                                        | Vantagem                                                                                     |
| Institutos de opinião      | Datas de realização                                                                          | Entrevistados                                                                                |                                                                                              |                                                                                              |                                                                                              |                                                                                              |                                                                                              |                                                                                              |                                                                                              |                                                                                              | Outros                                                                                       | Abstenções/ Indecisos                                                                        | Vantagem                                                                                     |
| Ipec                       | 28–30 de setembro de 2022                                                                    | 1.808                                                                                        | 36%                                                                                          | 27%                                                                                          | 18%                                                                                          | 4%                                                                                           | 2%                                                                                           | 1%                                                                                           | 1%                                                                                           | 0%                                                                                           | 2%                                                                                           | 9%                                                                                           | 9%                                                                                           |
| AtlasIntel                 | 28–30 de setembro de 2022                                                                    | 1.600                                                                                        | 33,4%                                                                                        | 29,2%                                                                                        | 18,1%                                                                                        | 4,6%                                                                                         | 1,3%                                                                                         | 3,1%                                                                                         | 1,1%                                                                                         | 0,4%                                                                                         | 0,5%                                                                                         | 8,5%                                                                                         | 4,2%                                                                                         |
| Real Time Big Data         | 28–29 de setembro de 2022                                                                    | 1.000                                                                                        | 40%                                                                                          | 28%                                                                                          | 12%                                                                                          | 4%                                                                                           | 2%                                                                                           | 2%                                                                                           | 1%                                                                                           | 0%                                                                                           | [ c ]                                                                                        | 8%                                                                                           | 12%                                                                                          |
| Ipec                       | 23–25 de setembro de 2022                                                                    | 1.808                                                                                        | 38%                                                                                          | 25%                                                                                          | 15%                                                                                          | 4%                                                                                           | 1%                                                                                           | 1%                                                                                           | 1%                                                                                           | –                                                                                            | [ c ]                                                                                        | 12%                                                                                          | 13%                                                                                          |
| Real Time Big Data         | 21–22 de setembro de 2022                                                                    | 1.000                                                                                        | 36%                                                                                          | 27%                                                                                          | 12%                                                                                          | 4%                                                                                           | 2%                                                                                           | 2%                                                                                           | 1%                                                                                           | 0%                                                                                           | [ c ]                                                                                        | 16%                                                                                          | 11%                                                                                          |
| Studio Pesquisas           | 16–17 de setembro de 2022                                                                    | 1.512                                                                                        | 27,3%                                                                                        | 29,5%                                                                                        | 21,6%                                                                                        | 5,7%                                                                                         | 3,2%                                                                                         | 1,3%                                                                                         | 1,4%                                                                                         | –                                                                                            | 0,6%                                                                                         | 9,4%                                                                                         | 2,2%                                                                                         |
| Ipec                       | 13–15 de setembro de 2022                                                                    | 1.200                                                                                        | 38%                                                                                          | 26%                                                                                          | 10%                                                                                          | 4%                                                                                           | 2%                                                                                           | 2%                                                                                           | 1%                                                                                           | 1%                                                                                           | 2%                                                                                           | 14%                                                                                          | 12%                                                                                          |
| AtlasIntel                 | 4–8 de setembro de 2022                                                                      | 1.597                                                                                        | 27,6%                                                                                        | 28,9%                                                                                        | 15,3%                                                                                        | 3%                                                                                           | 3,6%                                                                                         | 1%                                                                                           | 1,7%                                                                                         | 0,4%                                                                                         | 0,3%                                                                                         | 17,9%                                                                                        | 1,3%                                                                                         |
| Real Time Big Data         | 2–3 de setembro de 2022                                                                      | 1.200                                                                                        | 31%                                                                                          | 26%                                                                                          | 12%                                                                                          | 5%                                                                                           | 2%                                                                                           | 2%                                                                                           | 1%                                                                                           | 0%                                                                                           | [ f ]                                                                                        | 21%                                                                                          | 5%                                                                                           |
| Ipec                       | 30 de agosto–1 de setembro de 2022                                                           | 1.200                                                                                        | 38%                                                                                          | 24%                                                                                          | 8%                                                                                           | 6%                                                                                           | 2%                                                                                           | 2%                                                                                           | 1%                                                                                           | 1%                                                                                           | 2%                                                                                           | 16%                                                                                          | 14%                                                                                          |
| Paraná Pesquisas           | 20–24 de agosto de 2022                                                                      | 1.540                                                                                        | 31,6%                                                                                        | 25,1%                                                                                        | 8,9%                                                                                         | 6,9%                                                                                         | 1,2%                                                                                         | 2,2%                                                                                         | 0,6%                                                                                         | 0,8%                                                                                         | 2,7%                                                                                         | 20%                                                                                          | 6,5%                                                                                         |
| Ipec                       | 12–15 de agosto de 2022                                                                      | 1.008                                                                                        | 32%                                                                                          | 19%                                                                                          | 7%                                                                                           | 6%                                                                                           | 2%                                                                                           | 3%                                                                                           | 1%                                                                                           | 2%                                                                                           | 2%                                                                                           | 26%                                                                                          | 13%                                                                                          |
| 28–29 de julho de 2022     | Pedro Ruas e Beto Albuquerque desistem de suas candidaturas ao governo do Rio Grande do Sul. | Pedro Ruas e Beto Albuquerque desistem de suas candidaturas ao governo do Rio Grande do Sul. | Pedro Ruas e Beto Albuquerque desistem de suas candidaturas ao governo do Rio Grande do Sul. | Pedro Ruas e Beto Albuquerque desistem de suas candidaturas ao governo do Rio Grande do Sul. | Pedro Ruas e Beto Albuquerque desistem de suas candidaturas ao governo do Rio Grande do Sul. | Pedro Ruas e Beto Albuquerque desistem de suas candidaturas ao governo do Rio Grande do Sul. | Pedro Ruas e Beto Albuquerque desistem de suas candidaturas ao governo do Rio Grande do Sul. | Pedro Ruas e Beto Albuquerque desistem de suas candidaturas ao governo do Rio Grande do Sul. | Pedro Ruas e Beto Albuquerque desistem de suas candidaturas ao governo do Rio Grande do Sul. | Pedro Ruas e Beto Albuquerque desistem de suas candidaturas ao governo do Rio Grande do Sul. | Pedro Ruas e Beto Albuquerque desistem de suas candidaturas ao governo do Rio Grande do Sul. | Pedro Ruas e Beto Albuquerque desistem de suas candidaturas ao governo do Rio Grande do Sul. | Pedro Ruas e Beto Albuquerque desistem de suas candidaturas ao governo do Rio Grande do Sul. |
| Institutos de opinião      | Datas de realização                                                                          | Entrevistados                                                                                | Leite PSDB                                                                                   | Lorenzoni PL                                                                                 | Pretto PT                                                                                    | Ruas PSOL                                                                                    | Heinze PP                                                                                    | Beto PSB                                                                                     | Argenta PSC                                                                                  | Souza MDB                                                                                    | Outros                                                                                       | Abstenções/ Indecisos                                                                        | Vantagem                                                                                     |
| Institutos de opinião      | Datas de realização                                                                          | Entrevistados                                                                                |                                                                                              |                                                                                              |                                                                                              |                                                                                              |                                                                                              |                                                                                              |                                                                                              |                                                                                              | Outros                                                                                       | Abstenções/ Indecisos                                                                        | Vantagem                                                                                     |
| Real Time Big Data         | 26–27 de julho de 2022                                                                       | 1.500                                                                                        | 29%                                                                                          | 24%                                                                                          | 9%                                                                                           | 5%                                                                                           | 4%                                                                                           | 3%                                                                                           | 1%                                                                                           | 1%                                                                                           | 4%                                                                                           | 20%                                                                                          | 5%                                                                                           |
| Paraná Pesquisas           | 27 de junho–1 de julho de 2022                                                               | 1.540                                                                                        | 29,5%                                                                                        | 22,1%                                                                                        | 5,3%                                                                                         | 2,5%                                                                                         | 6,6%                                                                                         | 7,6%                                                                                         | 1,2%                                                                                         | 2,1%                                                                                         | 2,2%                                                                                         | 21%                                                                                          | 7,4%                                                                                         |
| EXAME/IDEIA                | 10–15 de junho de 2022                                                                       | 1.000                                                                                        | 20%                                                                                          | 25%                                                                                          | 11%                                                                                          | 5%                                                                                           | 7%                                                                                           | 11%                                                                                          | 2%                                                                                           | –                                                                                            | –                                                                                            | 20%                                                                                          | 5%                                                                                           |
| EXAME/IDEIA                | 10–15 de junho de 2022                                                                       | 1.000                                                                                        | –                                                                                            | 25%                                                                                          | 8%                                                                                           | 5%                                                                                           | 7%                                                                                           | 10%                                                                                          | 1%                                                                                           | 3%                                                                                           | 13,6%                                                                                        | 27%                                                                                          | 11,4%                                                                                        |
| EXAME/IDEIA                | 10–15 de junho de 2022                                                                       | 1.000                                                                                        | 23%                                                                                          | 30%                                                                                          | –                                                                                            | –                                                                                            | –                                                                                            | –                                                                                            | 2%                                                                                           | –                                                                                            | 30%                                                                                          | 15%                                                                                          | Empate                                                                                       |
| 13 de junho de 2022        | O ex-governador Eduardo Leite anuncia a sua pré-candidatura ao Palácio Piratini.             | O ex-governador Eduardo Leite anuncia a sua pré-candidatura ao Palácio Piratini.             | O ex-governador Eduardo Leite anuncia a sua pré-candidatura ao Palácio Piratini.             | O ex-governador Eduardo Leite anuncia a sua pré-candidatura ao Palácio Piratini.             | O ex-governador Eduardo Leite anuncia a sua pré-candidatura ao Palácio Piratini.             | O ex-governador Eduardo Leite anuncia a sua pré-candidatura ao Palácio Piratini.             | O ex-governador Eduardo Leite anuncia a sua pré-candidatura ao Palácio Piratini.             | O ex-governador Eduardo Leite anuncia a sua pré-candidatura ao Palácio Piratini.             | O ex-governador Eduardo Leite anuncia a sua pré-candidatura ao Palácio Piratini.             | O ex-governador Eduardo Leite anuncia a sua pré-candidatura ao Palácio Piratini.             | O ex-governador Eduardo Leite anuncia a sua pré-candidatura ao Palácio Piratini.             | O ex-governador Eduardo Leite anuncia a sua pré-candidatura ao Palácio Piratini.             | O ex-governador Eduardo Leite anuncia a sua pré-candidatura ao Palácio Piratini.             |
| Institutos de opinião      | Datas de realização                                                                          | Entrevistados                                                                                | Leite PSDB                                                                                   | Lorenzoni PL                                                                                 | Pretto PT                                                                                    | Ruas PSOL                                                                                    | Heinze PP                                                                                    | Beto PSB                                                                                     | Ranolfo PSDB                                                                                 | Souza MDB                                                                                    | Outros                                                                                       | Abstenções/ Indecisos                                                                        | Vantagem                                                                                     |
| Institutos de opinião      | Datas de realização                                                                          | Entrevistados                                                                                |                                                                                              |                                                                                              |                                                                                              |                                                                                              |                                                                                              |                                                                                              |                                                                                              |                                                                                              | Outros                                                                                       | Abstenções/ Indecisos                                                                        | Vantagem                                                                                     |
| Real Time Big Data         | 23–24 de maio de 2022                                                                        | 1.500                                                                                        | –                                                                                            | 23%                                                                                          | 7%                                                                                           | 6%                                                                                           | 6%                                                                                           | 6%                                                                                           | 7%                                                                                           | 2%                                                                                           | 4%                                                                                           | 39%                                                                                          | 16%                                                                                          |
| Real Time Big Data         | 23–24 de maio de 2022                                                                        | 1.500                                                                                        | 23%                                                                                          | 20%                                                                                          | 6%                                                                                           | 4%                                                                                           | 4%                                                                                           | 5%                                                                                           | –                                                                                            | 1%                                                                                           | 3%                                                                                           | 34%                                                                                          | 3%                                                                                           |
| Real Time Big Data         | 23–24 de maio de 2022                                                                        | 1.500                                                                                        | –                                                                                            | 27%                                                                                          | 8%                                                                                           | 7%                                                                                           | –                                                                                            | –                                                                                            | 6%                                                                                           | 2%                                                                                           | 5%                                                                                           | 45%                                                                                          | 19%                                                                                          |
| Paraná Pesquisas           | 15–20 de maio de 2022                                                                        | 1.540                                                                                        | –                                                                                            | 21,9%                                                                                        | 4,3%                                                                                         | 4,9%                                                                                         | 7,8%                                                                                         | 12,3%                                                                                        | 5,9%                                                                                         | 1,6%                                                                                         | 7,1%                                                                                         | 34,3%                                                                                        | 9,6%                                                                                         |
| Paraná Pesquisas           | 15–20 de maio de 2022                                                                        | 1.540                                                                                        | 27,3%                                                                                        | 19,2%                                                                                        | 4%                                                                                           | 3,8%                                                                                         | 6,9%                                                                                         | 9,5%                                                                                         | –                                                                                            | 1,2%                                                                                         | 5,1%                                                                                         | 23%                                                                                          | 8,1%                                                                                         |
| Paraná Pesquisas           | 15–20 de maio de 2022                                                                        | 1.540                                                                                        | –                                                                                            | 23,2%                                                                                        | –                                                                                            | 6,2%                                                                                         | 8,1%                                                                                         | 14%                                                                                          | 6,6%                                                                                         | 1,7%                                                                                         | 1,6%                                                                                         | 38,6%                                                                                        | 9,2%                                                                                         |
| Real Time Big Data         | 15–16 de abril de 2022                                                                       | 1.200                                                                                        | –                                                                                            | 20%                                                                                          | 5%                                                                                           | –                                                                                            | 5%                                                                                           | 7%                                                                                           | 6%                                                                                           | 2%                                                                                           | 9%                                                                                           | 46%                                                                                          | 11%                                                                                          |
| Real Time Big Data         | 15–16 de abril de 2022                                                                       | 1.200                                                                                        | 13%                                                                                          | 19%                                                                                          | 5%                                                                                           | –                                                                                            | 5%                                                                                           | 5%                                                                                           | –                                                                                            | 1%                                                                                           | 8%                                                                                           | 44%                                                                                          | 6%                                                                                           |
| Real Time Big Data         | 15–16 de abril de 2022                                                                       | 1.200                                                                                        | –                                                                                            | 25%                                                                                          | 16%                                                                                          | –                                                                                            | –                                                                                            | –                                                                                            | –                                                                                            | 11%                                                                                          | 11%                                                                                          | 37%                                                                                          | 9%                                                                                           |
| Real Time Big Data         | 15–16 de abril de 2022                                                                       | 1.200                                                                                        | –                                                                                            | –                                                                                            | –                                                                                            | –                                                                                            | 23%                                                                                          | 15%                                                                                          | –                                                                                            | 11%                                                                                          | 10%                                                                                          | 41%                                                                                          | 8%                                                                                           |
| Real Time Big Data         | 15–16 de abril de 2022                                                                       | 1.200                                                                                        | –                                                                                            | –                                                                                            | –                                                                                            | –                                                                                            | 21%                                                                                          | 16%                                                                                          | 11%                                                                                          | –                                                                                            | 10%                                                                                          | 42%                                                                                          | 5%                                                                                           |
| Real Time Big Data         | 15–16 de abril de 2022                                                                       | 1.200                                                                                        | –                                                                                            | –                                                                                            | 16%                                                                                          | –                                                                                            | 22%                                                                                          | –                                                                                            | –                                                                                            | 12%                                                                                          | 10%                                                                                          | 40%                                                                                          | 6%                                                                                           |
| Real Time Big Data         | 15–16 de abril de 2022                                                                       | 1.200                                                                                        | –                                                                                            | 22%                                                                                          | –                                                                                            | –                                                                                            | –                                                                                            | 16%                                                                                          | –                                                                                            | 12%                                                                                          | 10%                                                                                          | 40%                                                                                          | 6%                                                                                           |
| Real Time Big Data         | 15–16 de abril de 2022                                                                       | 1.200                                                                                        | –                                                                                            | 21%                                                                                          | –                                                                                            | –                                                                                            | –                                                                                            | 14%                                                                                          | 13%                                                                                          | –                                                                                            | 10%                                                                                          | 42%                                                                                          | 7%                                                                                           |
| Real Time Big Data         | 15–16 de abril de 2022                                                                       | 1.200                                                                                        | –                                                                                            | 22%                                                                                          | 15%                                                                                          | –                                                                                            | –                                                                                            | –                                                                                            | 12%                                                                                          | –                                                                                            | 10%                                                                                          | 41%                                                                                          | 7%                                                                                           |
| Real Time Big Data         | 15–16 de abril de 2022                                                                       | 1.200                                                                                        | –                                                                                            | 21%                                                                                          | 15%                                                                                          | –                                                                                            | –                                                                                            | –                                                                                            | 13%                                                                                          | –                                                                                            | 10%                                                                                          | 41%                                                                                          | 6%                                                                                           |
| Instituto Amostra (FARSUL) | 29 de março–2 de abril de 2022                                                               | 1.500                                                                                        | –                                                                                            | 18,5%                                                                                        | 12,9%                                                                                        | –                                                                                            | 6,2%                                                                                         | 14,3%                                                                                        | 4,4%                                                                                         | 3,1%                                                                                         | 8,4%                                                                                         | 32,3%                                                                                        | 4,2%                                                                                         |
| Instituto Amostra (FARSUL) | 29 de março–2 de abril de 2022                                                               | 1.500                                                                                        | 32,3%                                                                                        | 14,5%                                                                                        | 8,8%                                                                                         | –                                                                                            | 5%                                                                                           | 9,8%                                                                                         | –                                                                                            | 2,7%                                                                                         | 6,4%                                                                                         | 20,6%                                                                                        | 17,8%                                                                                        |
| 24 de março de 2022        | Onyx Lorenzoni sai do União Brasil e se filia ao Partido Liberal.                            | Onyx Lorenzoni sai do União Brasil e se filia ao Partido Liberal.                            | Onyx Lorenzoni sai do União Brasil e se filia ao Partido Liberal.                            | Onyx Lorenzoni sai do União Brasil e se filia ao Partido Liberal.                            | Onyx Lorenzoni sai do União Brasil e se filia ao Partido Liberal.                            | Onyx Lorenzoni sai do União Brasil e se filia ao Partido Liberal.                            | Onyx Lorenzoni sai do União Brasil e se filia ao Partido Liberal.                            | Onyx Lorenzoni sai do União Brasil e se filia ao Partido Liberal.                            | Onyx Lorenzoni sai do União Brasil e se filia ao Partido Liberal.                            | Onyx Lorenzoni sai do União Brasil e se filia ao Partido Liberal.                            | Onyx Lorenzoni sai do União Brasil e se filia ao Partido Liberal.                            | Onyx Lorenzoni sai do União Brasil e se filia ao Partido Liberal.                            | Onyx Lorenzoni sai do União Brasil e se filia ao Partido Liberal.                            |
| Institutos de opinião      | Datas de realização                                                                          | Entrevistados                                                                                | Leite PSDB                                                                                   | Lorenzoni DEM                                                                                | Pretto PT                                                                                    | Ruas PSOL                                                                                    | Heinze PP                                                                                    | Beto PSB                                                                                     | Ranolfo PSDB                                                                                 | Sartori MDB                                                                                  | Outros                                                                                       | Abstenções/ Indecisos                                                                        | Vantagem                                                                                     |
| Institutos de opinião      | Datas de realização                                                                          | Entrevistados                                                                                |                                                                                              |                                                                                              |                                                                                              |                                                                                              |                                                                                              |                                                                                              |                                                                                              |                                                                                              | Outros                                                                                       | Abstenções/ Indecisos                                                                        | Vantagem                                                                                     |
| Real Time Big Data         | 13–14 de janeiro de 2022                                                                     | 1.000                                                                                        | 25%                                                                                          | 13%                                                                                          | 4%                                                                                           | 4%                                                                                           | 1%                                                                                           | 1%                                                                                           | 1%                                                                                           | 16%                                                                                          | 3%                                                                                           | 31%                                                                                          | 9%                                                                                           |
| Real Time Big Data         | 13–14 de janeiro de 2022                                                                     | 1.000                                                                                        | –                                                                                            | 18%                                                                                          | 4%                                                                                           | 5%                                                                                           | 2%                                                                                           | 3%                                                                                           | 2%                                                                                           | 20%                                                                                          | 4%                                                                                           | 41%                                                                                          | 2%                                                                                           |
| Real Time Big Data         | 13–14 de janeiro de 2022                                                                     | 1.000                                                                                        | –                                                                                            | 16%                                                                                          | –                                                                                            | 6%                                                                                           | –                                                                                            | 4%                                                                                           | 4%                                                                                           | 23%                                                                                          | 4%                                                                                           | 43%                                                                                          | 7%                                                                                           |
| Real Time Big Data         | 13–14 de janeiro de 2022                                                                     | 1.000                                                                                        | –                                                                                            | 20%                                                                                          | 4%                                                                                           | 6%                                                                                           | –                                                                                            | 5%                                                                                           | 3%                                                                                           | –                                                                                            | 2%                                                                                           | 55%                                                                                          | 14%                                                                                          |
| Real Time Big Data         | 13–14 de janeiro de 2022                                                                     | 1.000                                                                                        | –                                                                                            | 20%                                                                                          | 4%                                                                                           | 5%                                                                                           | 4%                                                                                           | 4%                                                                                           | 4%                                                                                           | –                                                                                            | –                                                                                            | 57%                                                                                          | 15%                                                                                          |
| Real Time Big Data         | 13–14 de janeiro de 2022                                                                     | 1.000                                                                                        | –                                                                                            | 22%                                                                                          | 4%                                                                                           | 6%                                                                                           | 5%                                                                                           | 6%                                                                                           | –                                                                                            | –                                                                                            | 2%                                                                                           | 55%                                                                                          | 16%                                                                                          |
| Instituto Atlas            | 17–23 de dezembro de 2021                                                                    | 1.001                                                                                        | –                                                                                            | 17,8%                                                                                        | 18,6%                                                                                        | –                                                                                            | 9,2%                                                                                         | 7,8%                                                                                         | 4,5%                                                                                         | –                                                                                            | –                                                                                            | 38,6%                                                                                        | 0,8%                                                                                         |

### Segundo turno
O segundo turno aconteceu em 30 de outubro de 2022.
Lorenzoni x Leite
| Institutos de opinião | Datas de realização                                               | Entrevistados                                                     | Lorenzoni PL                                                      | Leite PSDB                                                        | Abstenções/ Indecisos                                             | Vantagem                                                          |
| Institutos de opinião | Datas de realização                                               | Entrevistados                                                     |                                                                   |                                                                   | Abstenções/ Indecisos                                             | Vantagem                                                          |
| AtlasIntel            | 26–29 de outubro de 2022                                          | 1.600                                                             | 41%                                                               | 53%                                                               | 7%                                                                | 12%                                                               |
| Ipec                  | 26–28 de outubro de 2022                                          | 1.808                                                             | 40%                                                               | 50%                                                               | 10%                                                               | 10%                                                               |
| Real Time Big Data    | 25–26 de outubro de 2022                                          | 1.000                                                             | 45%                                                               | 49%                                                               | 6%                                                                | 4%                                                                |
| Ipec                  | 19–21 de outubro de 2022                                          | 1.200                                                             | 41%                                                               | 50%                                                               | 8%                                                                | 9%                                                                |
| Paraná Pesquisas      | 16–20 de outubro de 2022                                          | 1.540                                                             | 47,5%                                                             | 43,1%                                                             | 9,4%                                                              | 4,4%                                                              |
| Real Time Big Data    | 18–19 de outubro de 2022                                          | 1.000                                                             | 45%                                                               | 46%                                                               | 9%                                                                | 1%                                                                |
| AtlasIntel            | 10–14 de outubro de 2022                                          | 1.600                                                             | 43,6%                                                             | 47,3%                                                             | 9,1%                                                              | 3,7%                                                              |
| Ipec                  | 12–14 de outubro de 2022                                          | 1.008                                                             | 43%                                                               | 50%                                                               | 7%                                                                | 7%                                                                |
| Real Time Big Data    | 11–12 de outubro de 2022                                          | 1.000                                                             | 40%                                                               | 39%                                                               | 21%                                                               | 1%                                                                |
| Paraná Pesquisas      | 4–6 de outubro de 2022                                            | 1.540                                                             | 47,2%                                                             | 42,3%                                                             | 10,5%                                                             | 4,9%                                                              |
| 2 de outubro de 2022  | 2° turno entre Lorenzoni e Leite confirmado.                      | 2° turno entre Lorenzoni e Leite confirmado.                      | 2° turno entre Lorenzoni e Leite confirmado.                      | 2° turno entre Lorenzoni e Leite confirmado.                      | 2° turno entre Lorenzoni e Leite confirmado.                      | 2° turno entre Lorenzoni e Leite confirmado.                      |
| Institutos de opinião | Datas de realização                                               | Entrevistados                                                     | Lorenzoni PL                                                      | Leite PSDB                                                        | Abstenções/ Indecisos                                             | Vantagem                                                          |
| Institutos de opinião | Datas de realização                                               | Entrevistados                                                     |                                                                   |                                                                   | Abstenções/ Indecisos                                             | Vantagem                                                          |
| Ipec                  | 28–30 de setembro de 2022                                         | 1.808                                                             | 37%                                                               | 52%                                                               | 13%                                                               | 15%                                                               |
| AtlasIntel            | 28–30 de setembro de 2022                                         | 1.600                                                             | 35,5%                                                             | 48,9%                                                             | 15,5%                                                             | 13,4%                                                             |
| Ipec                  | 13–15 de setembro de 2022                                         | 1.200                                                             | 35%                                                               | 49%                                                               | 16%                                                               | 14%                                                               |
| Ipec                  | 30 de agosto–1 de setembro de 2022                                | 1.200                                                             | 35%                                                               | 49%                                                               | 16%                                                               | 14%                                                               |
| Paraná Pesquisas      | 27 de junho–1 de julho de 2022                                    | 1.540                                                             | 34,9%                                                             | 43,1%                                                             | 22,1%                                                             | 8,2%                                                              |
| EXAME/IDEIA           | 10–15 de junho de 2022                                            | 1.000                                                             | 36%                                                               | 32%                                                               | 32%                                                               | 4%                                                                |
| 24 de março de 2022   | Onyx Lorenzoni sai do União Brasil e se filia ao Partido Liberal. | Onyx Lorenzoni sai do União Brasil e se filia ao Partido Liberal. | Onyx Lorenzoni sai do União Brasil e se filia ao Partido Liberal. | Onyx Lorenzoni sai do União Brasil e se filia ao Partido Liberal. | Onyx Lorenzoni sai do União Brasil e se filia ao Partido Liberal. | Onyx Lorenzoni sai do União Brasil e se filia ao Partido Liberal. |
| Institutos de opinião | Datas de realização                                               | Entrevistados                                                     | Lorenzoni DEM                                                     | Leite PSDB                                                        | Abstenções/ Indecisos                                             | Vantagem                                                          |
| Institutos de opinião | Datas de realização                                               | Entrevistados                                                     |                                                                   |                                                                   | Abstenções/ Indecisos                                             | Vantagem                                                          |
| Real Time Big Data    | 13–14 de janeiro de 2022                                          | 1.000                                                             | 29%                                                               | 35%                                                               | 36%                                                               | 6%                                                                |

Lorenzoni x Pretto
| Institutos de opinião | Datas de realização       | Entrevistados | Lorenzoni PL | Pretto PT | Abstenções/ Indecisos | Vantagem |
| Institutos de opinião | Datas de realização       | Entrevistados |              |           | Abstenções/ Indecisos | Vantagem |
| Ipec                  | 28–30 de setembro de 2022 | 1.808         | 44%          | 36%       | 20%                   | 8%       |
| AtlasIntel            | 28–30 de setembro de 2022 | 1.600         | 42,4%        | 34,9%     | 22,7%                 | 7,5%     |
| EXAME/IDEIA           | 10–15 de junho de 2022    | 1.000         | 39%          | 24%       | 37%                   | 15%      |

Leite x Pretto
| Institutos de opinião | Datas de realização       | Entrevistados | Leite PSDB | Pretto PT | Abstenções/ Indecisos | Vantagem |
| Institutos de opinião | Datas de realização       | Entrevistados |            |           | Abstenções/ Indecisos | Vantagem |
| Ipec                  | 28–30 de setembro de 2022 | 1.808         | 52%        | 30%       | 17%                   | 22%      |
| AtlasIntel            | 28–30 de setembro de 2022 | 1.600         | 46%        | 24,4%     | 29,6%                 | 21,6%    |
| EXAME/IDEIA           | 10–15 de junho de 2022    | 1.000         | 29%        | 23%       | 48%                   | 6%       |

#### Demais hipóteses com Lorenzoni
| Institutos de opinião | Datas de realização            | Entrevistados | Lorenzoni PL | Beto PSB | Abstenções/ Indecisos | Vantagem |
| Institutos de opinião | Datas de realização            | Entrevistados |              |          | Abstenções/ Indecisos | Vantagem |
| Paraná Pesquisas      | 27 de junho–1 de julho de 2022 | 1.540         | 35,5%        | 31%      | 33,6%                 | 4,5%     |
| EXAME/IDEIA           | 10–15 de junho de 2022         | 1.000         | 38%          | 29%      | 32%                   | 9%       |

| Institutos de opinião | Datas de realização    | Entrevistados | Lorenzoni PL | Manuela PCdoB | Abstenções/ Indecisos | Vantagem |
| Institutos de opinião | Datas de realização    | Entrevistados |              |               | Abstenções/ Indecisos | Vantagem |
| EXAME/IDEIA           | 10–15 de junho de 2022 | 1.000         | 40%          | 30%           | 31%                   | 10%      |

| Institutos de opinião | Datas de realização      | Entrevistados | Lorenzoni DEM | Ranolfo PSDB | Abstenções/ Indecisos | Vantagem |
| Institutos de opinião | Datas de realização      | Entrevistados |               |              | Abstenções/ Indecisos | Vantagem |
| Real Time Big Data    | 13–14 de janeiro de 2022 | 1.000         | 34%           | 11%          | 55%                   | 23%      |

#### Demais hipóteses com Leite
| Institutos de opinião | Datas de realização    | Entrevistados | Leite PSDB | Manuela PCdoB | Abstenções/ Indecisos | Vantagem |
| Institutos de opinião | Datas de realização    | Entrevistados |            |               | Abstenções/ Indecisos | Vantagem |
| EXAME/IDEIA           | 10–15 de junho de 2022 | 1.000         | 33%        | 26%           | 41%                   | 7%       |

| Institutos de opinião | Datas de realização            | Entrevistados | Beto PSB | Leite PSDB | Abstenções/ Indecisos | Vantagem |
| Institutos de opinião | Datas de realização            | Entrevistados |          |            | Abstenções/ Indecisos | Vantagem |
| Paraná Pesquisas      | 27 de junho–1 de julho de 2022 | 1.540         | 28,7%    | 42,3%      | 29,1%                 | 13,6%    |
| EXAME/IDEIA           | 10–15 de junho de 2022         | 1.000         | 31%      | 30%        | 39%                   | 1%       |

#### Hipóteses não envolvendo Lorenzoni nem Leite
| Institutos de opinião | Datas de realização      | Entrevistados | Beto PSB | Ranolfo PSDB | Abstenções/ Indecisos | Vantagem |
| Institutos de opinião | Datas de realização      | Entrevistados |          |              | Abstenções/ Indecisos | Vantagem |
| Real Time Big Data    | 13–14 de janeiro de 2022 | 1.000         | 24%      | 6%           | 70%                   | 18%      |

### Senador
| Institutos de opinião           | Datas de realização | Entrevistados | Lemos PSD | Mourão Republicanos | Olívio PT | Nádia PP | Sanny PSB | Zanotto PSC | Sanguiné PSTU | Outros | Abstenções/ Indecisos | Vantagem |
| Institutos de opinião           | Datas de realização | Entrevistados | | | | | | | | Outros | Abstenções/ Indecisos | Vantagem |
| Ipec                            | 28–30 de setembro de 2022 | 1.808 | 24% | 23% | 31% | – | 1% | 1% | 1% | 2% | 14% | 7% |
| Real Time Big Data              | 28–29 de setembro de 2022 | 1.000 | 27% | 27% | 29% | 1% | 0% | 0% | 0% | 0% | 15% | 2% |
| Ipec                            | 23–25 de setembro de 2022 | 1.808 | 24% | 21% | 30% | 3% | 1% | 1% | 1% | 3% | 17% | 6% |
| Real Time Big Data              | 21–22 de setembro de 2022 | 1.000 | 25% | 28% | 28% | 2% | 0% | 0% | 0% | 1% | 16% | Empate |
| Studio Pesquisas                | 16–17 de setembro de 2022 | 1.512 | 16,1% | 33,3% | 31,2% | 5,7% | – | – | – | 2,4% | 11,3% | 2,1% |
| Ipec                            | 13–15 de setembro de 2022 | 1.200 | 25% | 19% | 28% | 3% | 0% | 2% | 1% | 3% | 20% | 3% |
| 12 de setembro de 2022          | O PSB resolve lançar a candidatura de Sanny Figueiredo ao Senado Federal. | O PSB resolve lançar a candidatura de Sanny Figueiredo ao Senado Federal. | O PSB resolve lançar a candidatura de Sanny Figueiredo ao Senado Federal. | O PSB resolve lançar a candidatura de Sanny Figueiredo ao Senado Federal. | O PSB resolve lançar a candidatura de Sanny Figueiredo ao Senado Federal. | O PSB resolve lançar a candidatura de Sanny Figueiredo ao Senado Federal. | O PSB resolve lançar a candidatura de Sanny Figueiredo ao Senado Federal. | O PSB resolve lançar a candidatura de Sanny Figueiredo ao Senado Federal. | O PSB resolve lançar a candidatura de Sanny Figueiredo ao Senado Federal. | O PSB resolve lançar a candidatura de Sanny Figueiredo ao Senado Federal. | O PSB resolve lançar a candidatura de Sanny Figueiredo ao Senado Federal. | O PSB resolve lançar a candidatura de Sanny Figueiredo ao Senado Federal. |
| Institutos de opinião           | Datas de realização | Entrevistados | Lemos PSD | Mourão Republicanos | Olívio PT | Nádia PP | Ferronato PSB | Zanotto PSC | Sanguiné PSTU | Outros | Abstenções/ Indecisos | Vantagem |
| Institutos de opinião           | Datas de realização | Entrevistados | | | | | | | | Outros | Abstenções/ Indecisos | Vantagem |
| AtlasIntel                      | 4–8 de setembro de 2022 | 1.597 | 9,5% | 32,4% | 31% | 2,3% | 0,4% | 0,6% | 0,2% | 0,1% | 23,3% | 1,4% |
| Real Time Big Data              | 2–3 de setembro de 2022 | 1.200 | 20% | 28% | 25% | 3% | 0% | 0% | 0% | 1% | 23% | 3% |
| Ipec                            | 30 de agosto–1 de setembro de 2022 | 1.200 | 25% | 18% | 28% | 3% | 1% | 2% | 1% | 4% | 18% | 3% |
| Paraná Pesquisas                | 20–24 de agosto de 2022 | 1.540 | 18,6% | 24,2% | 25,2% | 3% | 0,4% | 0,6% | 0,6% | 2,5% | 25% | 1% |
| Ipec                            | 12–15 de agosto de 2022 | 1.008 | 23% | 16% | 25% | 2% | 1% | 1% | 1% | 2% | 28% | 2% |
| 25 de julho–3 de agosto de 2022 | Olívio Dutra é anunciado como candidato ao Senado Federal pela chapa do PT. José Ivo Sartori desiste de candidatura ao Senado Federal. Lasier Martins desiste de candidatura à reeleição ao Senado Federal. | Olívio Dutra é anunciado como candidato ao Senado Federal pela chapa do PT. José Ivo Sartori desiste de candidatura ao Senado Federal. Lasier Martins desiste de candidatura à reeleição ao Senado Federal. | Olívio Dutra é anunciado como candidato ao Senado Federal pela chapa do PT. José Ivo Sartori desiste de candidatura ao Senado Federal. Lasier Martins desiste de candidatura à reeleição ao Senado Federal. | Olívio Dutra é anunciado como candidato ao Senado Federal pela chapa do PT. José Ivo Sartori desiste de candidatura ao Senado Federal. Lasier Martins desiste de candidatura à reeleição ao Senado Federal. | Olívio Dutra é anunciado como candidato ao Senado Federal pela chapa do PT. José Ivo Sartori desiste de candidatura ao Senado Federal. Lasier Martins desiste de candidatura à reeleição ao Senado Federal. | Olívio Dutra é anunciado como candidato ao Senado Federal pela chapa do PT. José Ivo Sartori desiste de candidatura ao Senado Federal. Lasier Martins desiste de candidatura à reeleição ao Senado Federal. | Olívio Dutra é anunciado como candidato ao Senado Federal pela chapa do PT. José Ivo Sartori desiste de candidatura ao Senado Federal. Lasier Martins desiste de candidatura à reeleição ao Senado Federal. | Olívio Dutra é anunciado como candidato ao Senado Federal pela chapa do PT. José Ivo Sartori desiste de candidatura ao Senado Federal. Lasier Martins desiste de candidatura à reeleição ao Senado Federal. | Olívio Dutra é anunciado como candidato ao Senado Federal pela chapa do PT. José Ivo Sartori desiste de candidatura ao Senado Federal. Lasier Martins desiste de candidatura à reeleição ao Senado Federal. | Olívio Dutra é anunciado como candidato ao Senado Federal pela chapa do PT. José Ivo Sartori desiste de candidatura ao Senado Federal. Lasier Martins desiste de candidatura à reeleição ao Senado Federal. | Olívio Dutra é anunciado como candidato ao Senado Federal pela chapa do PT. José Ivo Sartori desiste de candidatura ao Senado Federal. Lasier Martins desiste de candidatura à reeleição ao Senado Federal. | Olívio Dutra é anunciado como candidato ao Senado Federal pela chapa do PT. José Ivo Sartori desiste de candidatura ao Senado Federal. Lasier Martins desiste de candidatura à reeleição ao Senado Federal. |
| Institutos de opinião           | Datas de realização | Entrevistados | Lemos PSD | Mourão Republicanos | Rossetto PT | Sartori MDB | Martins PODE | Vicente PSB | Nádia PP | Outros | Abstenções/ Indecisos | Vantagem |
| Institutos de opinião           | Datas de realização | Entrevistados | | | | | | | | Outros | Abstenções/ Indecisos | Vantagem |
| Real Time Big Data              | 26–27 de julho de 2022 | 1.500 | 20% | 24% | – | 17% | 5% | – | 3% | 8% | 23% | 4% |
| Paraná Pesquisas                | 27 de junho–1 de julho de 2022 | 1.540 | 26,4% | 23,4% | 10,6% | – | 8,7% | – | 3,8% | 4,8% | 22,3% | 3% |
| Paraná Pesquisas                | 27 de junho–1 de julho de 2022 | 1.540 | 25,3% | 23,4% | – | – | 8,9% | – | 3,9% | 11,5% | 22,2% | 1,9% |
| EXAME/IDEIA                     | 10–15 de junho de 2022 | 1.000 | 15% | 19% | – | – | 11% | 0,1% | 3% | 22,1% | 31% | 3,1% |
| 27 de maio de 2022              | Manuela d'Ávila desiste de sua candidatura ao Senado Federal. | Manuela d'Ávila desiste de sua candidatura ao Senado Federal. | Manuela d'Ávila desiste de sua candidatura ao Senado Federal. | Manuela d'Ávila desiste de sua candidatura ao Senado Federal. | Manuela d'Ávila desiste de sua candidatura ao Senado Federal. | Manuela d'Ávila desiste de sua candidatura ao Senado Federal. | Manuela d'Ávila desiste de sua candidatura ao Senado Federal. | Manuela d'Ávila desiste de sua candidatura ao Senado Federal. | Manuela d'Ávila desiste de sua candidatura ao Senado Federal. | Manuela d'Ávila desiste de sua candidatura ao Senado Federal. | Manuela d'Ávila desiste de sua candidatura ao Senado Federal. | Manuela d'Ávila desiste de sua candidatura ao Senado Federal. |
| Institutos de opinião           | Datas de realização | Entrevistados | Manuela PCdoB | Mourão Republicanos | Lemos PSD | Sartori MDB | Martins PODE | Marchezan Júnior PSDB | Bolzan Júnior PDT | Outros | Abstenções/ Indecisos | Vantagem |
| Institutos de opinião           | Datas de realização | Entrevistados | | | | | | | | Outros | Abstenções/ Indecisos | Vantagem |
| Real Time Big Data              | 23–24 de maio de 2022 | 1.500 | 22% | 22% | 11% | 11% | 6% | 5% | – | – | 23% | Empate |
| Real Time Big Data              | 23–24 de maio de 2022 | 1.500 | 20% | 21% | 9% | 10% | 6% | – | – | 17% | 17% | 1% |
| Paraná Pesquisas                | 15–20 de maio de 2022 | 1.540 | 20,5% | 22,7% | 20,4% | – | 7,5% | 3,3% | – | 2,7% | 23% | 2,2% |
| Paraná Pesquisas                | 15–20 de maio de 2022 | 1.540 | 18,4% | 22% | 17,9% | – | 6,6% | – | – | 17,4% | 17,7% | 3,6% |
| Paraná Pesquisas                | 15–20 de maio de 2022 | 1.540 | 20,1% | 22,3% | 19,7% | – | 7,7% | – | 5,1% | 2,8% | 22,3% | 2,2% |
| Real Time Big Data              | 15–16 de abril de 2022 | 1.200 | 20% | 16% | 12% | 10% | 4% | 4% | 4% | – | 30% | 4% |
| 16 de março de 2022             | Hamilton Mourão, Vice-presidente do Brasil, sai do Partido Renovador Trabalhista Brasileiro e decide se filiar ao Republicanos.                                                                             | Hamilton Mourão, Vice-presidente do Brasil, sai do Partido Renovador Trabalhista Brasileiro e decide se filiar ao Republicanos.                                                                             | Hamilton Mourão, Vice-presidente do Brasil, sai do Partido Renovador Trabalhista Brasileiro e decide se filiar ao Republicanos.                                                                             | Hamilton Mourão, Vice-presidente do Brasil, sai do Partido Renovador Trabalhista Brasileiro e decide se filiar ao Republicanos.                                                                             | Hamilton Mourão, Vice-presidente do Brasil, sai do Partido Renovador Trabalhista Brasileiro e decide se filiar ao Republicanos.                                                                             | Hamilton Mourão, Vice-presidente do Brasil, sai do Partido Renovador Trabalhista Brasileiro e decide se filiar ao Republicanos.                                                                             | Hamilton Mourão, Vice-presidente do Brasil, sai do Partido Renovador Trabalhista Brasileiro e decide se filiar ao Republicanos.                                                                             | Hamilton Mourão, Vice-presidente do Brasil, sai do Partido Renovador Trabalhista Brasileiro e decide se filiar ao Republicanos.                                                                             | Hamilton Mourão, Vice-presidente do Brasil, sai do Partido Renovador Trabalhista Brasileiro e decide se filiar ao Republicanos.                                                                             | Hamilton Mourão, Vice-presidente do Brasil, sai do Partido Renovador Trabalhista Brasileiro e decide se filiar ao Republicanos.                                                                             | Hamilton Mourão, Vice-presidente do Brasil, sai do Partido Renovador Trabalhista Brasileiro e decide se filiar ao Republicanos.                                                                             | Hamilton Mourão, Vice-presidente do Brasil, sai do Partido Renovador Trabalhista Brasileiro e decide se filiar ao Republicanos.                                                                             |
| Institutos de opinião           | Datas de realização | Entrevistados | Manuela PCdoB | Mourão PRTB | Lemos PP | Sartori MDB | Martins PODE | Pimenta PT | Moreira MDB | Outros | Abstenções/ Indecisos | Vantagem |
| Institutos de opinião           | Datas de realização | Entrevistados | | | | | | | | Outros | Abstenções/ Indecisos | Vantagem |
| Real Time Big Data              | 13–14 de janeiro de 2022 | 1.000 | 17% | 14% | 13% | 11% | 10% | 4% | 1% | – | 30% | 3% |
| Real Time Big Data              | 13–14 de janeiro de 2022 | 1.000 | 17% | 17% | 14% | – | 12% | 6% | 2% | – | 32% | Empate |

## Apoios no segundo turno
| Lorenzoni | Lorenzoni                                                              |
| --------- | ---------------------------------------------------------------------- |
| Partidos  | Progressistas                                                          |
| Políticos | Luis Carlos Heinze, senador e candidato a governador no primeiro turno |
| Políticos | Roberto Argenta, candidato a governador no primeiro turno              |
| Políticos | Sebastião Melo, prefeito de Porto Alegre                               |

| Neutralidade | Neutralidade                   |
| ------------ | ------------------------------ |
| Partidos     | Partido Socialismo e Liberdade |

| Leite     | Leite                                             |
| --------- | ------------------------------------------------- |
| Partidos  | Partido Socialista Brasileiro                     |
| Partidos  | Partido Democrático Trabalhista                   |
| Partidos  | Solidariedade                                     |
| Partidos  | Partido dos Trabalhadores                         |
| Políticos | José Fortunati, ex-prefeito de Porto Alegre       |
| Políticos | Tarso Genro, ex-governador                        |
| Políticos | Olívio Dutra, ex-governador e candidato ao Senado |
| Políticos | Manuela d'Ávila, ex-deputada federal              |

## Resultados

### Governo Estadual
| Candidato(a)              | Vice                       | 1º turno 2 de outubro de 2022 | 1º turno 2 de outubro de 2022 | 2º turno 30 de outubro de 2022 | 2º turno 30 de outubro de 2022 |
| Candidato(a)              | Vice                       | Votação                       | Votação                       | Votação                        | Votação                        |
| Candidato(a)              | Vice                       | Total                         | %                             | Total                          | %                              |
| ------------------------- | -------------------------- | ----------------------------- | ----------------------------- | ------------------------------ | ------------------------------ |
| Eduardo Leite (PSDB)      | Gabriel Souza (MDB)        | 1 702 815                     | 26,81%                        | 3 687 126                      | 57,12%                         |
| Onyx Lorenzoni (PL)       | Cláudia Jardim (PL)        | 2 382 026                     | 37,50%                        | 2 767 786                      | 42,88%                         |
| Edegar Pretto (PT)        | Pedro Ruas (PSOL)          | 1 700 374                     | 26,77%                        | Não participou                 | Não participou                 |
| Luis Carlos Heinze (PP)   | Tanise Sabino (PTB)        | 271 540                       | 4,28%                         | Não participou                 | Não participou                 |
| Roberto Argenta (PSC)     | Nivea Rosa (Solidariedade) | 126 899                       | 2,00%                         | Não participou                 | Não participou                 |
| Vieira da Cunha (PDT)     | Regina dos Santos (PDT)    | 101 611                       | 1,60%                         | Não participou                 | Não participou                 |
| Ricardo Jobim (NOVO)      | Rafael Dresch (NOVO)       | 38 887                        | 0,61%                         | Não participou                 | Não participou                 |
| Vicente Bogo (PSB)        | Josiane Paz (PSB)          | 17 222                        | 0,27%                         | Não participou                 | Não participou                 |
| Rejane de Oliveira (PSTU) | Vera de Oliveira (PSTU)    | 6 252                         | 0,10%                         | Não participou                 | Não participou                 |
| Carlos Messalla (PCB)     | Edson Canabarro (PCB)      | 4 003                         | 0,06%                         | Não participou                 | Não participou                 |
| Total de votos válidos    | Total de votos válidos     | 6 351 629                     | 92,28%                        | 6 454 912                      | 93,22%                         |
| Votos em branco           | Votos em branco            | 341 049                       | 4,95%                         | 202 415                        | 2,92%                          |
| Votos nulos               | Votos nulos                | 190 663                       | 2,77%                         | 267 276                        | 3,86%                          |
| Total                     | Total                      | 6 883 341                     | 80,21%                        | 6 924 603                      | 80,69%                         |
| Abstenções                | Abstenções                 | 1 698 759                     | 19,79%                        | 1 657 497                      | 19,31%                         |
| Eleitores aptos a votar   | Eleitores aptos a votar    | 8 582 100                     | 100,00%                       | 8 582 100                      | 100,00%                        |

### Senado

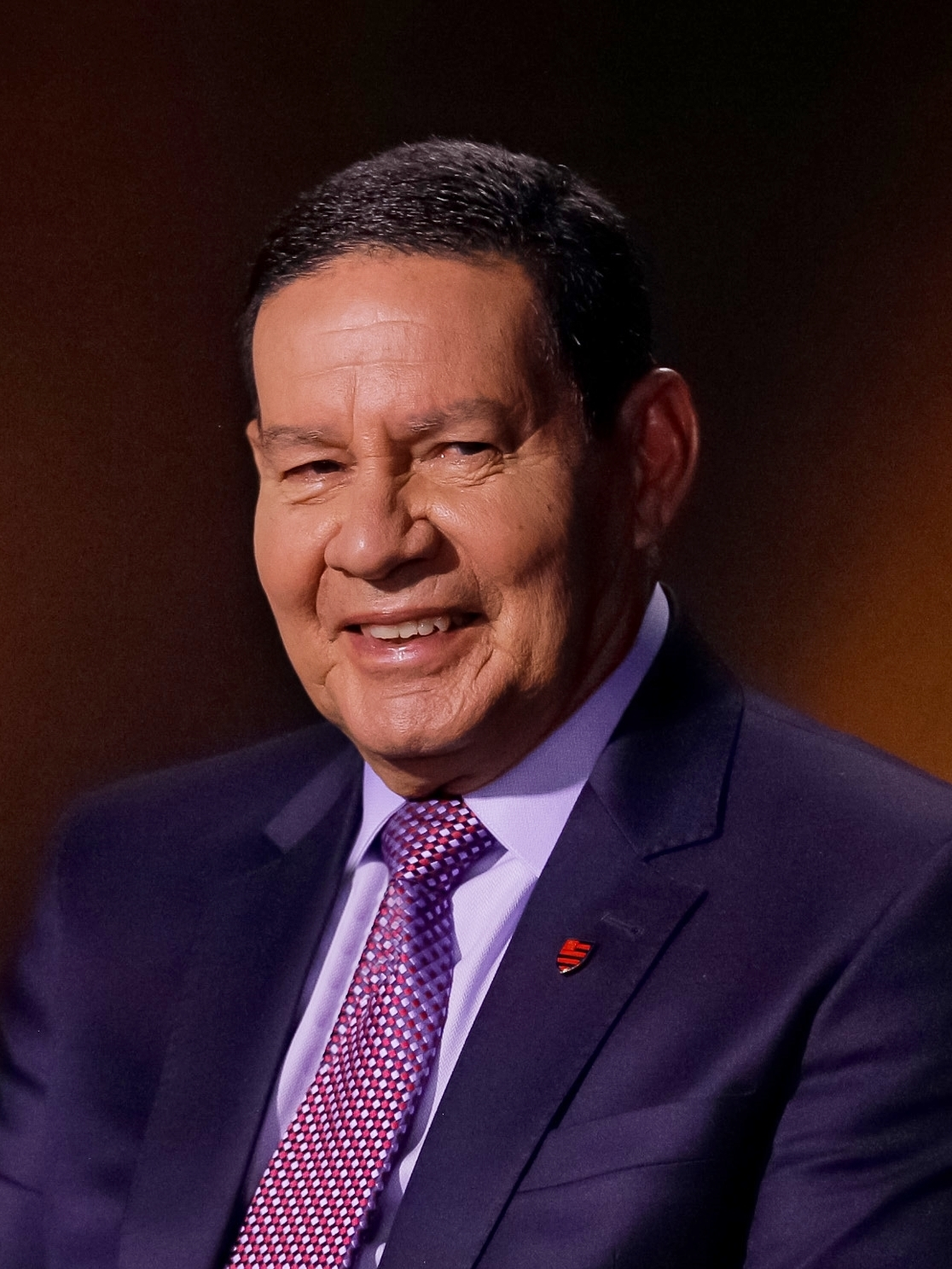
Hamilton Mourão (Republicanos) senador eleito pelo RS em 2022.

| Candidato(a)                   | Suplentes                                                           | 1º turno 2 de outubro de 2022 | 1º turno 2 de outubro de 2022 |         |         |
| Candidato(a)                   | Suplentes                                                           | Votação                       | Votação                       | Votação | Votação |
| Candidato(a)                   | Suplentes                                                           | Total                         | %                             |         |         |
| ------------------------------ | ------------------------------------------------------------------- | ----------------------------- | ----------------------------- | ------- | ------- |
| Hamilton Mourão (Republicanos) | 1º Liziane Bayer (Republicanos) 2º Coronel Andreuzza (Republicanos) | 2 593 294                     | 44,11%                        |         |         |
| Olívio Dutra (PT)              | 1º Roberto Robaina (PSOL) 2°Fátima Beatriz (PT)                     | 2 225 458                     | 37,85%                        |         |         |
| Ana Amélia Lemos (PSD)         | 1º Paulo Telles (UNIÃO) 2º Ana Oliveira (MDB)                       | 966 450                       | 16,44%                        |         |         |
| Professor Nado (Avante)        | 1º Vellinho Pinto (PDT) 2º Dileusa Alves (Avante)                   | 33 923                        | 0,58%                         |         |         |
| Sandra Figueiredo (PSB)        | 1º Renato de Oliveira (PSB) 2º Fabiane Peglow (PSB)                 | 31 613                        | 0,54%                         |         |         |
| Maristela Zanotto (PSC)        | 1º Eliane Dellacosta (PSC) 2º Rozeli do Renascer (Solidariedade)    | 17 292                        | 0,29%                         |         |         |
| Fabiana Sanguiné (PSTU)        | 1º João Augusto (PSTU) 2º Regir Ethur (PSTU)                        | 9 353                         | 0,16%                         |         |         |
| Paulo da Rosa (DC)             | 1º Carlos Cardoso (DC) 2º Carlos Severo (DC)                        | 2 077                         | 0,04%                         |         |         |
| Total de votos válidos         | Total de votos válidos                                              | 5 879 460                     | 85,42%                        |         |         |
| Votos em branco                | Votos em branco                                                     | 527 127                       | 7,65%                         |         |         |
| Votos nulos                    | Votos nulos                                                         | 476 754                       | 6,93%                         |         |         |
| Total                          | Total                                                               | 6 883 341                     | 80,21%                        |         |         |
| Abstenções                     | Abstenções                                                          | 1 698 759                     | 19,79%                        |         |         |
| Eleitores aptos a votar        | Eleitores aptos a votar                                             | 8 582 100                     | 100,00%                       |         |         |

### Câmara Federal

#### Por Partido/Federação
O ícone  indica os que foram reeleitos.
| Partido/Federação | 1º turno 2 de outubro de 2022                        | 1º turno 2 de outubro de 2022             | 1º turno 2 de outubro de 2022 | 1º turno 2 de outubro de 2022 |
| Partido/Federação | Votação                                              | Votação                                   | Votação                       |                               |
| Partido/Federação | Total                                                | %                                         | Assentos                      |                               |
| --- | ---------------------------------------------------- | ----------------------------------------- | ----------------------------- | ----------------------------- |
| Federação Brasil da Esperança (PT/PCdoB/PV)                                                                                             | 1 168 128                                            | 18,99%                                    | 7 / 31                        |                               |
| Paulo Pimenta (PT) Maria do Rosário (PT) Bohn Gass (PT) Marcon (PT) Alexandre Lindenmeyer (PT) Daiana Santos (PCdoB) Denise Pessôa (PT) | 223 109 151 050 131 881 129 352 93 768 88 107 44 241 | 3,63% 2,46% 2,14% 2,10% 1,52% 1,43% 0,72% | —                             |                               |
| PL | 680 192                                              | 11,06%                                    | 4 / 31                        |                               |
| Giovani Cherini Sanderson Marlon Santos Marcelo Moraes Bibo Nunes (1º)                                                                  | 162 036 86 690 85 911 84 247 76 521                  | 2,63% 1,41% 1,40% 1,37% 1,24%             | —                             |                               |
| MDB | 586 325                                              | 9,53%                                     | 3 / 31                        |                               |
| Alceu Moreira Osmar Terra Márcio Biolchi                                                                                                | 125 647 103 245 99 627                               | 2,04% 1,68% 1,62%                         | —                             |                               |
| Republicanos | 549 530                                              | 8,94%                                     | 3 / 31                        |                               |
| Tenente Coronel Zucco Carlos Gomes Franciane Bayer                                                                                      | 259 023 102 363 40 555                               | 4,21% 1,66% 0,66%                         | —                             |                               |
| Progressistas | 531 612                                              | 8,64%                                     | 3 / 31                        |                               |
| Pedro Westphalen Covatti Filho Afonso Hamm                                                                                              | 114 258 112 910 109 123                              | 1,86% 1,84% 1,77%                         | —                             |                               |
| Federação PSDB Cidadania | 480 995                                              | 7,82%                                     | 3 / 31                        |                               |
| Lucas Redecker (PSDB) Any Ortiz (Cidadania) Daniel Trzeciak (PSDB)                                                                      | 119 069 119 039 77 232                               | 1,94% 1,26%                               | —                             |                               |
| PDT | 321 317                                              | 5,22%                                     | 2 / 31                        |                               |
| Pompeo de Mattos Afonso Motta | 100 113 70 307                                       | 1,63% 1,14%                               | —                             |                               |
| Podemos | 318 850                                              | 5,18%                                     | 1 / 31                        |                               |
| Mauricio Marcon | 140 634                                              | 2,29%                                     | —                             |                               |
| Federação PSOL REDE | 303 180                                              | 4,93%                                     | 1 / 31                        |                               |
| Fernanda Melchionna | 199 894                                              | 3,25%                                     | —                             |                               |
| NOVO | 301 966                                              | 4,91%                                     | 1 / 31                        |                               |
| Marcel van Hattem | 256 913                                              | 4,18%                                     | —                             |                               |
| PSD | 295 357                                              | 4,80%                                     | 1 / 31                        |                               |
| Danrlei | 97 824                                               | 1,59%                                     | —                             |                               |
| União Brasil | 216 268                                              | 3,52%                                     | 1 / 31                        |                               |
| Busato | 57 610                                               | 0,94%                                     | —                             |                               |
| PSB | 193 200                                              | 3,14%                                     | 1 / 31                        |                               |
| Heitor Schuch | 77 616                                               | 1,26%                                     | —                             |                               |
| PTB | 89 766                                               | 1,46%                                     | 0 / 31                        |                               |
| Avante | 39 776                                               | 0,65%                                     | 0 / 31                        |                               |
| PSC | 29 346                                               | 0,48%                                     | 0 / 31                        |                               |
| Patriota | 28 516                                               | 0,46%                                     | 0 / 31                        |                               |
| Solidariedade | 12 595                                               | 0,20%                                     | 0 / 31                        |                               |
| PCB | 3 661                                                | 0,06%                                     | 0 / 31                        |                               |
| PRTB | 2 656                                                | 0,04%                                     | 0 / 31                        |                               |
| Unidade Popular | 2 086                                                | 0,03%                                     | 0 / 31                        |                               |
| PROS | 1 869                                                | 0,03%                                     | 0 / 31                        |                               |
| PSTU | 1 842                                                | 0,03%                                     | 0 / 31                        |                               |
| DC | 1 187                                                | 0,02%                                     | 0 / 31                        |                               |
| Agir | 425                                                  | 0,01%                                     | 0 / 31                        |                               |
| PCO | 0                                                    | 0,00%                                     | 0 / 31                        |                               |
| Total de votos válidos | 6 149 822                                            | 89,50%                                    | —                             |                               |
| Votos em branco | 521 905                                              | 7,58%                                     | —                             |                               |
| Votos nulos | 200 791                                              | 2,92%                                     | —                             |                               |
| Total | 6 883 341                                            | 80,21%                                    | —                             |                               |
| Abstenções | 1 698 759                                            | 19,79%                                    | —                             |                               |
| Eleitores aptos a votar | 8 582 100                                            | 100,00%                                   | —                             |                               |

#### Por Coalizão Majoritária
| Candidato à Presidente (Partidos)                                 | 1º turno 2 de outubro de 2022 | 1º turno 2 de outubro de 2022 | 1º turno 2 de outubro de 2022 | 1º turno 2 de outubro de 2022 |
| Candidato à Presidente (Partidos)                                 | Votação                       | Votação                       | Votação                       |                               |
| Candidato à Presidente (Partidos)                                 | Total                         | %                             | Assentos                      |                               |
| ----------------------------------------------------------------- | ----------------------------- | ----------------------------- | ----------------------------- | ----------------------------- |
| Jair Bolsonaro PL, Republicanos, PP                               | 1 761 334                     | 28,64%                        | 10 / 31                       |                               |
| Lula FE Brasil, Federação PSOL REDE, PSB, Avante, SDD, PROS, Agir | 1 719 173                     | 27,95%                        | 9 / 31                        |                               |
| Simone Tebet MDB, Federação PSDB Cidadania, Podemos               | 1 386 170                     | 22,53%                        | 7 / 31                        |                               |
| Partidos neutros PSD, PSC, Patriota, PRTB, PCO                    | 355 875                       | 5,78%                         | 1 / 31                        |                               |
| Ciro Gomes PDT                                                    | 321 317                       | 5,22%                         | 2 / 31                        |                               |
| Felipe D'Avila NOVO                                               | 301 966                       | 4,91%                         | 1 / 31                        |                               |
| Soraya Thronicke União Brasil                                     | 216 268                       | 3,52%                         | 1 / 31                        |                               |
| Padre Kelmon PTB                                                  | 89 766                        | 1,46%                         | 0 / 31                        |                               |
| Sofia Manzano PCB                                                 | 3 661                         | 0,06%                         | 0 / 31                        |                               |
| Vera PSTU                                                         | 1 842                         | 0,03%                         | 0 / 31                        |                               |
| Léo Péricles Unidade Popular                                      | 2 086                         | 0,03%                         | 0 / 31                        |                               |
| Constituinte Eymael DC                                            | 1 187                         | 0,02%                         | 0 / 31                        |                               |

#### Alterações na lista de eleitos
No final de outubro de 2022, o TSE indeferiu a candidatura de Marlon Santos, que havia ficado em terceiro lugar na lista do PL após condenação do mesmo por improbidade administrativa em 2021. O deputado havia sido denunciado por um caso de "rachadinha" relativo à 2003 e 2004, quando fazia parte da Assembleia Legislativa do Rio Grande do Sul. O primeiro suplente da lista do PL é Bibo Nunes.

### Assembleia Legislativa

#### Por Partido/Federação
O ícone  indica os que foram reeleitos.
| Partido/Federação Eleitos | 1º turno 2 de outubro de 2022                                                       | 1º turno 2 de outubro de 2022                                     | 1º turno 2 de outubro de 2022 | 1º turno 2 de outubro de 2022 |
| Partido/Federação Eleitos | Votação                                                                             | Votação                                                           | Votação                       |                               |
| Partido/Federação Eleitos | Total                                                                               | %                                                                 | Assentos                      |                               |
| --- | ----------------------------------------------------------------------------------- | ----------------------------------------------------------------- | ----------------------------- | ----------------------------- |
| Federação Brasil da Esperança (PT/PCdoB/PV) | 1 187 425                                                                           | 19,32%                                                            | 12 / 55                       |                               |
| Valdeci Oliveira (PT) Pepe Vargas (PT) Adão Pretto Filho (PT) Jeferson Fernandes (PT) Mainardi (PT) Bruna Rodrigues (PCdoB) Leonel Radde (PT) Zé Nunes (PT) Sofia Cavedon (PT) Stela Farias (PT) Miguel Rossetto (PT) Laura Sito (PT) | 70 580 69 949 66 457 60 280 56 859 51 865 44 300 44 035 39 039 37 957 37 790 36 705 | 1,15% 1,14% 1,08% 0,98% 0,93% 0,84% 0,72% 0,64% 0,62% 0,61% 0,60% | —                             |                               |
| Progressistas | 693 464                                                                             | 11,28%                                                            | 7 / 55                        |                               |
| Silvana Covatti Ernani Polo Guilherme Pasin Joel de Igrejinha Frederico Antunes Marcus Vinícius Adolfo Brito | 82 717 67 515 57 922 39 225 36 325 30 894 28 115                                    | 1,35% 1,10% 0,94% 0,64% 0,59% 0,50% 0,46%                         | —                             |                               |
| MDB | 629 558                                                                             | 10,24%                                                            | 6 / 55                        |                               |
| Costella Beto Fantinel Patrícia Alba Vilmar Zanchin Luciano Silveira Edivilson Brum | 66 971 49 771 44 871 44 367 36 770 34 358                                           | 1,09% 0,81% 0,73% 0,72% 0,60% 0,56%                               | —                             |                               |
| Republicanos | 546 106                                                                             | 8,88%                                                             | 5 / 55                        |                               |
| Gustavo Victorino Sergio Peres Delegado Zucco Eliana Bayer Capitão Martim | 112 920 74 685 59 648 35 288 29 040                                                 | 1,84% 1,22% 0,97% 0,57% 0,47%                                     | —                             |                               |
| Federação PSDB Cidadania | 543 632                                                                             | 8,84%                                                             | 5 / 55                        |                               |
| Professor Bonatto (PSDB) Delegada Nadine (PSDB) Neri, o Carteiro (PSDB) Pedro Pereira (PSDB) Kaká D'avila (PSDB) | 48 409 40 937 32 378 31 255 26 766                                                  | 0,79% 0,67% 0,53% 0,51% 0,44%                                     | —                             |                               |
| PL | 522 187                                                                             | 8,50%                                                             | 5 / 55                        |                               |
| Rodrigo Lorenzoni Kelly Moraes Paparico Bacchi Adriana Lara Claudio Tatsch | 62 621 59 646 28 309 25 979                                                         | 1,40% 1,02% 0,97% 0,46% 0,42%                                     | —                             |                               |
| PDT | 472 663                                                                             | 7,69%                                                             | 4 / 55                        |                               |
| Eduardo Loureiro Luiz Marenco Gerson Burmann Gilmar Sossella | 50 667 27 624 27 109 24 946                                                         | 0,82% 0,45% 0,44% 0,41%                                           | —                             |                               |
| União Brasil | 306 649                                                                             | 4,99%                                                             | 3 / 55                        |                               |
| Dirceu Franciscon Aloísio Classmann Dr. Thiago | 61 797 29 671 27 814                                                                | 1,01% 0,48% 0,45%                                                 | —                             |                               |
| Federação PSOL REDE | 288 839                                                                             | 4,70%                                                             | 2 / 55                        |                               |
| Luciana Genro (PSOL) Matheus Gomes (PSOL) | 111 126 82 401                                                                      | 1,81% 1,34%                                                       | —                             |                               |
| Podemos | 196 671                                                                             | 3,20%                                                             | 2 / 55                        |                               |
| Claudio Branchieri Santini | 33 709 28 294                                                                       | 0,55% 0,46%                                                       | —                             |                               |
| PSD | 181 035                                                                             | 2,95%                                                             | 1 / 55                        |                               |
| Gaúcho da Geral | 32 717                                                                              | 0,53%                                                             | —                             |                               |
| PSB | 161 560                                                                             | 2,63%                                                             | 1 / 55                        |                               |
| Elton Weber | 35 465                                                                              | 0,58%                                                             | —                             |                               |
| NOVO | 147 221                                                                             | 2,40%                                                             | 1 / 55                        |                               |
| Felipe Camozzato | 39 517                                                                              | 0,64%                                                             | —                             |                               |
| PTB | 106 233                                                                             | 1,73%                                                             | 1 / 55                        |                               |
| Elizandro Sabino | 31 937                                                                              | 0,52%                                                             | —                             |                               |
| PSC | 92 323                                                                              | 1,50%                                                             | 0 / 55                        |                               |
| Avante | 41 045                                                                              | 0,67%                                                             | 0 / 55                        |                               |
| Solidariedade | 29 106                                                                              | 0,47%                                                             | 0 / 55                        |                               |
| Patriota | 20 643                                                                              | 0,34%                                                             | 0 / 55                        |                               |
| PCB | 3 833                                                                               | 0,06%                                                             | 0 / 55                        |                               |
| PRTB | 2 439                                                                               | 0,03%                                                             | 0 / 55                        |                               |
| PSTU | 1 883                                                                               | 0,03%                                                             | 0 / 55                        |                               |
| DC | 611                                                                                 | 0,01%                                                             | 0 / 55                        |                               |
| Agir | 395                                                                                 | 0,01%                                                             | 0 / 55                        |                               |
| PCO | 0                                                                                   | 0,00%                                                             | 0 / 55                        |                               |
| Total de votos válidos | 6 146 823                                                                           | 89,72%                                                            | —                             |                               |
| Votos em branco | 517 974                                                                             | 7,53%                                                             | —                             |                               |
| Votos nulos | 189 473                                                                             | 2,75%                                                             | —                             |                               |
| Total | 6 883 341                                                                           | 80,21%                                                            | —                             |                               |
| Abstenções | 1 698 759                                                                           | 19,79%                                                            | —                             |                               |
| Eleitores aptos a votar | 8 582 100                                                                           | 100,00%                                                           | —                             |                               |

#### Por Coalizão Majoritária
| Candidato à Governador (Partidos)                                | 1º turno 2 de outubro de 2022 | 1º turno 2 de outubro de 2022 | 1º turno 2 de outubro de 2022 | 1º turno 2 de outubro de 2022 |
| Candidato à Governador (Partidos)                                | Votação                       | Votação                       | Votação                       |                               |
| Candidato à Governador (Partidos)                                | Total                         | %                             | Assentos                      |                               |
| ---------------------------------------------------------------- | ----------------------------- | ----------------------------- | ----------------------------- | ----------------------------- |
| Eduardo Leite Federação PSDB Cidadania, MDB, UNIÃO, PSD, PODE    | 1 857 545                     | 30,08%                        | 17 / 55                       |                               |
| Edegar Pretto Federação Brasil da Esperança, Federação PSOL REDE | 1 476 264                     | 23,91%                        | 14 / 55                       |                               |
| Onyx Lorenzoni PL, Republicanos, PROS, Patriota                  | 1 088 936                     | 17,63%                        | 10 / 55                       |                               |
| Progressistas , PTB, PRTB                                        | 802 136                       | 12,99%                        | 8 / 55                        |                               |
| Vieira da Cunha PDT, Avante                                      | 513 708                       | 8,32%                         | 4 / 55                        |                               |
| Vicente Bogo PSB                                                 | 161 560                       | 2,63%                         | 1 / 55                        |                               |
| Ricardo Jobim NOVO                                               | 147 221                       | 2,40%                         | 1 / 55                        |                               |
| Roberto Argenta PSC, Solidariedade, Agir                         | 121 824                       | 1,97%                         | 0 / 55                        |                               |
| Carlos Messala PCB                                               | 3 833                         | 0,06%                         | 0 / 55                        |                               |
| Rejane Oliveira PSTU                                             | 1 883                         | 0,03%                         | 0 / 55                        |                               |

### Resultados por Região

#### 1º Turno

##### Presidente
|                           |                    |                    |                 |                 |                |           |
| Porto Alegre              | 1 312 902 (46,88%) | 1 221 251 (43,61%) | 136 800 (4,88%) | 91 894 (3,28%)  | 37 841 (1,35%) | 2 800 688 |
| Pelotas                   | 212 292 (36,13%)   | 315 695 (53,73%)   | 34 863 (5,93%)  | 18 660 (3,18%)  | 6 074 (1,03%)  | 587 584   |
| Santa Maria               | 201 296 (44,58%)   | 209 674 (46,44%)   | 24 429 (5,41%)  | 11 434 (2,53%)  | 4 672 (1,03%)  | 451 505   |
| Uruguaiana                | 111 177 (43,78%)   | 123 122 (48,48%)   | 11 536 (4,54%)  | 6 299 (2,48%)   | 1 815 (0,71%)  | 253 949   |
| Ijuí                      | 251 274 (51,15%)   | 206 195 (41,97%)   | 18 029 (3,67%)  | 12 194 (2,48%)  | 3 576 (0,73%)  | 491 268   |
| Passo Fundo               | 430 410 (52,46%)   | 331 712 (40,43%)   | 32 085 (3,91%)  | 19 401 (2,36%)  | 6 844 (0,83%)  | 820 452   |
| Caxias do Sul             | 467 246 (63,02%)   | 206 580 (27,86%)   | 36 424 (4,91%)  | 20 333 (2,74%)  | 10 835 (1,46%) | 741 418   |
| Santa Cruz do Sul-Lajeado | 258 426 (52,64%)   | 192 443 (39,20%)   | 23 791 (4,85%)  | 10 730 (2,19%)  | 5 498 (1,12%)  | 490 888   |
| Total                     | 3 245 023 (48,89%) | 2 806 672 (42,28%) | 317 957 (4,79%) | 190 945 (2,88%) | 77 155 (1,16%) | 6 637 752 |

##### Governador
| Região                    | Distribuição dos Votos | Distribuição dos Votos | Distribuição dos Votos | Distribuição dos Votos | Distribuição dos Votos | Distribuição dos Votos | Distribuição dos Votos | Distribuição dos Votos | Distribuição dos Votos | Distribuição dos Votos | Distribuição dos Votos |  |  |
| Região                    | Onyx (PL)              | Leite (PSDB)           | Pretto (PT)            | Heinze (PP)            | Argenta (PSC)          | Vieira (PDT)           | Jobim (NOVO)           | Bogo (PSB)             | Rejane (PSTU)          | Messalla (PCB)         | Votos válidos          |  |  |
| ------------------------- | ---------------------- | ---------------------- | ---------------------- | ---------------------- | ---------------------- | ---------------------- | ---------------------- | ---------------------- | ---------------------- | ---------------------- | ---------------------- |  |  |
| Região                    |                        |                        |                        |                        |                        |                        |                        |                        |                        |                        | Votos válidos          |  |  |
| Porto Alegre              | 970 243 (36,19%)       | 789 230 (29,44%)       | 716 670 (26,73%)       | 62 169 (2,32%)         | 62 461 (2,33%)         | 48 848 (1,82%)         | 19 211 (0,72%)         | 6 980 (0,26%)          | 3 246 (0,12%)          | 2 097 (0,08%)          | 2 681 155              |  |  |
| Pelotas                   | 146 210 (26,89%)       | 176 321 (32,43%)       | 202 654 (37,27%)       | 14 826 (2,73%)         | 4 778 (0,88%)          | 7 514 (1,38%)          | 2 244 (0,41%)          | 1 259 (0,23%)          | 675 (0,12%)            | 408 (0,08%)            | 543 761                |  |  |
| Santa Maria               | 140 234 (32,34%)       | 110 369 (25,45%)       | 130 298 (30,05%)       | 27 850 (6,42%)         | 12 642 (2,92%)         | 6 057 (1,40%)          | 4 523 (1,04%)          | 1 063 (0,25%)          | 342 (0,08%)            | 237 (0,05%)            | 433 615                |  |  |
| Uruguaiana                | 76 030 (31,05%)        | 60 272 (24,62%)        | 75 375 (30,79%)        | 25 477 (10,41%)        | 2 315 (0,95%)          | 3 719 (1,52%)          | 698 (0,29%)            | 631 (0,26%)            | 176 (0,07%)            | 135 (0,06%)            | 244 829                |  |  |
| Ijuí                      | 180 065 (37,97%)       | 94 600 (19,95%)        | 144 273 (30,42%)       | 41 141 (8,67%)         | 2 802 (0,59%)          | 8 321 (1,75%)          | 1 433 (0,30%)          | 1 238 (0,26%)          | 271 (0,06%)            | 110 (0,02%)            | 474 254                |  |  |
| Passo Fundo               | 315 979 (40,10%)       | 183 317 (23,28%)       | 217 539 (27,63%)       | 45 818 (5,82%)         | 7 279 (0,92%)          | 12 418 (1,58%)         | 2 758 (0,35%)          | 1 788 (0,23%)          | 491 (0,06%)            | 264 (0,03%)            | 787 469                |  |  |
| Caxias do Sul             | 268 262 (44,39%)       | 171 173 (28,33%)       | 107 545 (17,80%)       | 30 240 (5,00%)         | 10 448 (1,73%)         | 7 693 (1,27%)          | 5 399 (0,89%)          | 2 255 (0,37%)          | 733 (0,12%)            | 559 (0,09%)            | 604 307                |  |  |
| Santa Cruz do Sul-Lajeado | 185 185 (39,48%)       | 117 533 (25,06%)       | 106 019 (22,60%)       | 24 019 (5,12%)         | 24 174 (5,15%)         | 7 041 (1,50%)          | 2 621 (0,56%)          | 2 008 (0,43%)          | 218 (0,05%)            | 193 (0,04%)            | 469 011                |  |  |
| Total                     | 2 382 026 (37,50%)     | 1 702 815 (26,81%)     | 1 700 374 (26,77%)     | 271 540 (4,28%)        | 126 899 (2,00%)        | 101 611 (1,60%)        | 38 887 (0,61%)         | 17 222 (0,27%)         | 6 252 (0,10%)          | 4 003 (0,06%)          | 6 351 629              |  |  |

##### Senador
|                           |                    |                    |                  |                |                |                |               |               |           |
| Porto Alegre              | 1 055 941 (42,38%) | 991 755 (39,76%)   | 396 822 (15,93%) | 18 899 (0,76%) | 15 349 (0,62%) | 7 237 (0,29%)  | 4 338 (0,17%) | 1 069 (0,04%) | 2 491 410 |
| Pelotas                   | 160 065 (31,25%)   | 246 618 (48,14%)   | 97 938 (19,12%)  | 2 196 (0,43%)  | 3 013 (0,59%)  | 1 157 (0,23%)  | 1 087 (0,21%) | 191 (0,04%)   | 512 265   |
| Santa Maria               | 166 177 (41,16%)   | 171 461 (42,47%)   | 59 334 (14,70%)  | 1 691 (0,42%)  | 1 684 (0,42%)  | 2 665 (0,66%)  | 585 (0,14%)   | 93 (0,00%)    | 403 690   |
| Uruguaiana                | 91 267 (40,04%)    | 99 363 (43,60%)    | 34 064 (14,95%)  | 1 352 (0,59%)  | 1 024 (0,45%)  | 509 (0,22%)    | 259 (0,11%)   | 79 (0,03%)    | 227 917   |
| Ijuí                      | 201 446 (45,78%)   | 173 766 (39,49%)   | 60 195 (13,68%)  | 2 251 (0,51%)  | 1 180 (0,27%)  | 531 (0,12%)    | 481 (0,11%)   | 195 (0,04%)   | 440 045   |
| Passo Fundo               | 339 320 (46,65%)   | 259 233 (35,64%)   | 121 104 (16,65%) | 3 030 (0,42%)  | 2 379 (0,33%)  | 1 369 (0,19%)  | 780 (0,11%)   | 131 (0,02%)   | 727 346   |
| Caxias do Sul             | 380 101 (58,83%)   | 144 023 (22,29%)   | 110 919 (17,17%) | 3 089 (0,48%)  | 4 151 (0,64%)  | 2 257 (0,35%)  | 1 303 (0,20%) | 232 (0,04%)   | 646 075   |
| Santa Cruz do Sul-Lajeado | 198 977 (46,20%)   | 139 239 (32,33%)   | 86 074 (19,98%)  | 1 415 (0,33%)  | 2 833 (0,66%)  | 1 567 (0,36%)  | 520 (0,12%)   | 87 (0,02%)    | 430 712   |
| Total                     | 2 593 294 (44,11%) | 2 225 458 (37,85%) | 966 450 (16,44%) | 33 923 (0,58%) | 31 613 (0,54%) | 17 292 (0,29%) | 9 353 (0,16%) | 2 077 (0,04%) | 5 879 460 |

##### Deputado Federal
| Região                    | Distribuição dos Votos | Distribuição dos Votos | Distribuição dos Votos | Distribuição dos Votos | Distribuição dos Votos | Distribuição dos Votos | Distribuição dos Votos | Distribuição dos Votos | Distribuição dos Votos | Distribuição dos Votos | Distribuição dos Votos |  |  |
| Região                    | Fed. PT                | PL                     | MDB                    | REP                    | PP                     | Fed. PSDB              | PDT                    | PODE                   | Fed. PSOL              | Outros                 | Votos válidos          |  |  |
| ------------------------- | ---------------------- | ---------------------- | ---------------------- | ---------------------- | ---------------------- | ---------------------- | ---------------------- | ---------------------- | ---------------------- | ---------------------- | ---------------------- |  |  |
| Região                    |                        |                        |                        |                        |                        |                        |                        |                        |                        |                        | Votos válidos          |  |  |
| Porto Alegre              | 490 495 (18,99%)       | 204 976 (7,94%)        | 227 631 (8,81%)        | 286 451 (11,09%)       | 115 366 (4,47%)        | 237 356 (9,19%)        | 116 583 (4,51%)        | 121 612 (4,71%)        | 209 902 (8,13%)        | 572 729 (22,17%)       | 2 583 101              |  |  |
| Pelotas                   | 147 975 (27,21%)       | 39 680 (7,30%)         | 41 816 (7,69%)         | 28 698 (5,28%)         | 57 180 (10,52%)        | 76 971 (14,16%)        | 16 653 (3,06%)         | 12 037 (2,21%)         | 36 450 (6,70%)         | 86 301 (15,87%)        | 543 761                |  |  |
| Santa Maria               | 98 297 (23,40%)        | 79 797 (19,00%)        | 27 550 (6,56%)         | 40 773 (9,71%)         | 41 133 (9,79%)         | 15 243 (3,63%)         | 30 667 (7,30%)         | 16 025 (3,82%)         | 14 657 (3,49%)         | 55 856 (13,30%)        | 419 998                |  |  |
| Uruguaiana                | 49 711 (21,58%)        | 33 837 (14,69%)        | 6 880 (2,99%)          | 29 541 (12,82%)        | 16 741 (7,27%)         | 5 937 (2,58%)          | 36 480 (15,84%)        | 11 349 (4,93%)         | 7 264 (3,15%)          | 32 603 (14,15%)        | 230 343                |  |  |
| Ijuí                      | 94 538 (20,29%)        | 50 259 (10,79%)        | 90 722 (19,47%)        | 31 444 (6,75%)         | 68 929 (14,80%)        | 13 101 (2,81%)         | 47 675 (10,23%)        | 12 696 (2,73%)         | 4 632 (0,99%)          | 51 869 (11,13%)        | 465 865                |  |  |
| Passo Fundo               | 137 474 (17,73%)       | 107 361 (13,85%)       | 83 472 (10,77%)        | 46 676 (6,02%)         | 122 199 (15,76%)       | 50 088 (6,46%)         | 33 644 (4,34%)         | 33 342 (4,30%)         | 10 017 (1,29%)         | 150 985 (19,48%)       | 775 258                |  |  |
| Caxias do Sul             | 92 441 (13,66%)        | 56 706 (8,38%)         | 61 110 (9,03%)         | 63 412 (9,37%)         | 62 923 (9,30%)         | 53 616 (7,92%)         | 22 564 (3,33%)         | 92 364 (13,64%)        | 11 917 (1,76%)         | 159 891 (23,62%)       | 676 944                |  |  |
| Santa Cruz do Sul-Lajeado | 57 197 (12,58%)        | 107 576 (23,67%)       | 47 144 (10,37%)        | 22 535 (4,96%)         | 37 814 (8,32%)         | 28 683 (6,31%)         | 17 051 (3,75%)         | 19 425 (4,27%)         | 8 341 (1,84%)          | 108 776 (23,93%)       | 454 542                |  |  |
| Total                     | 1 168 128 (18,99%)     | 680 192 (11,06%)       | 586 325 (9,53%)        | 549 530 (8,94%)        | 522 285 (8,49%)        | 480 995 (7,82%)        | 321 317 (5,22%)        | 318 850 (5,18%)        | 303 180 (4,93%)        | 1 219 010 (19,82%)     | 6 149 812              |  |  |

##### Deputado Estadual
| Região                    | Distribuição dos Votos | Distribuição dos Votos | Distribuição dos Votos | Distribuição dos Votos | Distribuição dos Votos | Distribuição dos Votos | Distribuição dos Votos | Distribuição dos Votos | Distribuição dos Votos | Distribuição dos Votos | Distribuição dos Votos |  |  |
| Região                    | Fed. PT                | PP                     | MDB                    | REP                    | Fed. PSDB              | PL                     | PDT                    | UB                     | Fed. PSOL              | Outros                 | Votos válidos          |  |  |
| ------------------------- | ---------------------- | ---------------------- | ---------------------- | ---------------------- | ---------------------- | ---------------------- | ---------------------- | ---------------------- | ---------------------- | ---------------------- | ---------------------- |  |  |
| Região                    |                        |                        |                        |                        |                        |                        |                        |                        |                        |                        | Votos válidos          |  |  |
| Porto Alegre              | 466 872 (18,14%)       | 207 191 (8,05%)        | 212 960 (8,27%)        | 316 308 (12,29%)       | 264 074 (10,26%)       | 154 064 (5,99%)        | 180 129 (7,00%)        | 142 529 (5,54%)        | 208 767 (8,11%)        | 421 125 (16,36%)       | 2 574 019              |  |  |
| Pelotas                   | 158 130 (29,22%)       | 33 487 (6,19%)         | 34 622 (6,21%)         | 26 323 (4,86%)         | 84 277 (15,57%)        | 44 609 (8,24%)         | 37 855 (7,00%)         | 36 342 (6,72%)         | 30 381 (5,61%)         | 55 144 (10,19%)        | 541 170                |  |  |
| Santa Maria               | 99 494 (23,64%)        | 53 460 (12,70%)        | 46 511 (11,05%)        | 19 892 (4,73%)         | 26 474 (6,29%)         | 38 396 (9,12%)         | 27 638 (6,57%)         | 10 202 (2,42%)         | 15 633 (3,71%)         | 83 151 (19,76%)        | 420 851                |  |  |
| Uruguaiana                | 51 925 (21,73%)        | 52 413 (21,93%)        | 10 421 (4,36%)         | 22 199 (9,29%)         | 7 088 (2,97%)          | 17 409 (7,29%)         | 40 471 (16,93%)        | 2 758 (1,15%)          | 4 884 (2,04%)          | 29 420 (12,31%)        | 238 988                |  |  |
| Ijuí                      | 96 740 (20,68%)        | 83 294 (17,81%)        | 62 970 (13,46%)        | 30 270 (6,47%)         | 31 323 (6,70%)         | 44 050 (9,42%)         | 48 720 (10,42%)        | 24 893 (5,32%)         | 3 634 (0,78%)          | 41 865 (8,95%)         | 467 759                |  |  |
| Passo Fundo               | 147 535 (19,12%)       | 95 165 (12,33%)        | 134 037 (17,37%)       | 43 629 (5,66%)         | 48 358 (6,27%)         | 94 274 (12,22%)        | 47 887 (6,21%)         | 44 690 (5,79%)         | 8 887 (1,15%)          | 107 042 (13,87%)       | 771 504                |  |  |
| Caxias do Sul             | 101 761 (15,03%)       | 100 550 (14,85%)       | 67 279 (9,94%)         | 59 280 (8,76%)         | 60 331 (8,91%)         | 53 003 (7,83%)         | 46 980 (6,94%)         | 29 785 (4,40%)         | 10 295 (1,52%)         | 147 825 (21,83%)       | 677 089                |  |  |
| Santa Cruz do Sul-Lajeado | 64 968 (14,21%)        | 67 904 (14,91%)        | 60 758 (13,34%)        | 28 205 (6,19%)         | 21 707 (4,77%)         | 74 028 (16,25%)        | 38 043 (8,35%)         | 14 207 (3,12%)         | 6 358 (1,40%)          | 79 265 (17,40%)        | 455 443                |  |  |
| Total                     | 1 187 425 (19,32%)     | 693 464 (11,28%)       | 629 558 (10,24%)       | 546 106 (8,88%)        | 543 632 (8,84%)        | 519 833 (8,50%)        | 467 723 (7,69%)        | 305 406 (4,99%)        | 288 839 (4,70%)        | 964 837 (15,70%)       | 6 146 823              |  |  |

#### 2º Turno
|                           |                    |                    |           |
| Porto Alegre              | 1 519 915 (54,51%) | 1 268 593 (45,49%) | 2 788 508 |
| Pelotas                   | 252 195 (43,38%)   | 329 210 (56,62%)   | 581 405   |
| Santa Maria               | 233 466 (51,93%)   | 216 121 (48,07%)   | 449 587   |
| Uruguaiana                | 127 535 (50,39%)   | 125 580 (49,61%)   | 253 115   |
| Ijuí                      | 283 254 (57,77%)   | 207 092 (42,23%)   | 490 346   |
| Passo Fundo               | 491 269 (59,46%)   | 334 963 (40,54%)   | 826 232   |
| Caxias do Sul             | 532 746 (71,03%)   | 217 262 (28,97%)   | 750 008   |
| Santa Cruz do Sul-Lajeado | 292 805 (60,26%)   | 193 030 (39,73%)   | 485 835   |
| Total                     | 3 733 185 (56,34%) | 2 891 851 (43,65%) | 6 625 036 |

|                           |                    |                    |           |
| Porto Alegre              | 1 636 242 (60,05%) | 1 088 479 (39,95%) | 2 724 721 |
| Pelotas                   | 391 178 (69,65%)   | 170 449 (30,35%)   | 561 627   |
| Santa Maria               | 266 079 (60,62%)   | 172 869 (39,38%)   | 438 948   |
| Uruguaiana                | 149 591 (61,07%)   | 95 370 (38,93%)    | 244 961   |
| Ijuí                      | 249 309 (52,34%)   | 227 029 (47,66%)   | 476 338   |
| Passo Fundo               | 424 458 (52,75%)   | 380 268 (47,25%)   | 804 726   |
| Caxias do Sul             | 318 492 (43,55%)   | 412 755 (56,45%)   | 731 247   |
| Santa Cruz do Sul-Lajeado | 251 777 (53,30%)   | 220 567 (46,70%)   | 472 344   |
| Total                     | 3 687 126 (57,12%) | 2 767 786 (42,88%) | 6 454 912 |